# Charles Darwin
Charles Robert Darwin (Shrewsbury, Shropshire, 12 de febrero de 1809-Down House, Kent, 19 de abril de 1882), comúnmente conocido como Charles Darwin, también llamado Carlos Darwin hispanizado, fue un naturalista inglés, reconocido por ser el científico más influyente (y el primero, compartiendo este logro de forma independiente con Alfred Russel Wallace) de los que plantearon la idea de la evolución biológica a través de la selección natural, justificándola en su obra El origen de las especies (1859) con numerosos ejemplos extraídos de la observación de la naturaleza. 
Así postulaba que todas las especies de seres vivos han evolucionado con el tiempo a partir de un antepasado común mediante un proceso denominado selección natural. La evolución fue aceptada como un hecho por la comunidad científica y por buena parte del público en vida de Darwin, mientras que su teoría de la evolución mediante selección natural no fue considerada como la explicación primaria del proceso evolutivo hasta los años 1930. Actualmente constituye la base de la síntesis evolutiva moderna. Con sus modificaciones, los descubrimientos científicos de Darwin aún siguen siendo el acta fundacional de la biología como ciencia, puesto que constituyen una explicación lógica que unifica las observaciones sobre la diversidad de la vida.
Con apenas dieciséis años Darwin ingresó en la Universidad de Edimburgo, aunque paulatinamente fue dejando de lado sus estudios de medicina para dedicarse a la investigación de invertebrados marinos. Durante sus estudios de medicina, asistió dos veces a una sala de operaciones en el hospital de Edimburgo, y huyó de ambas dejándole una profunda impresión negativa. «Esto era mucho antes de los benditos días del cloroformo», escribió en su autobiografía. Posteriormente, la Universidad de Cambridge dio alas a su pasión por las ciencias naturales. El segundo viaje del HMS Beagle consolidó su fama como eminente geólogo, cuyas observaciones y teorías apoyaban las ideas uniformistas de Charles Lyell, mientras que la publicación del diario de su viaje lo hizo célebre como escritor popular. Intrigado por la distribución geográfica de la vida salvaje y por los fósiles que recolectó en su periplo, Darwin investigó sobre el hecho de la transmutación de las especies y concibió su teoría de la selección natural en 1838. Aunque discutió sus ideas con algunos naturalistas, necesitaba tiempo para realizar una investigación exhaustiva, y sus trabajos geológicos tenían prioridad. Se encontraba redactando su teoría en 1858 cuando Alfred Russel Wallace le envió un ensayo que describía la misma idea, urgiéndole Darwin a realizar una publicación conjunta de ambas teorías.
Su obra fundamental, El origen de las especies por medio de la selección natural, o la preservación de las razas favorecidas en la lucha por la vida, publicada en 1859, estableció que la explicación de la diversidad que se observa en la naturaleza se debe a las modificaciones acumuladas por la evolución a lo largo de las sucesivas generaciones. Trató la evolución humana y la selección natural en su obra El origen del hombre y de la selección en relación al sexo y posteriormente en La expresión de las emociones en los animales y en el hombre. También dedicó una serie de publicaciones a sus investigaciones en botánica, y su última obra abordó el tema de los vermes terrestres y sus efectos en la formación del suelo. Dos semanas antes de morir publicó un último y breve trabajo sobre un bivalvo diminuto encontrado en las patas de un escarabajo de agua de los Midlands ingleses. Dicho ejemplar le fue enviado por Walter Drawbridge Crick, abuelo paterno de Francis Crick, codescubridor junto a James Dewey Watson de la estructura molecular del ADN en 1953.
Como reconocimiento a la excepcionalidad de sus trabajos, fue uno de los cinco personajes del siglo XIX no pertenecientes a la realeza del Reino Unido honrado con funerales de Estado, siendo sepultado en la abadía de Westminster, próximo a John Herschel e Isaac Newton.

## Biografía

### Primeros años y formación

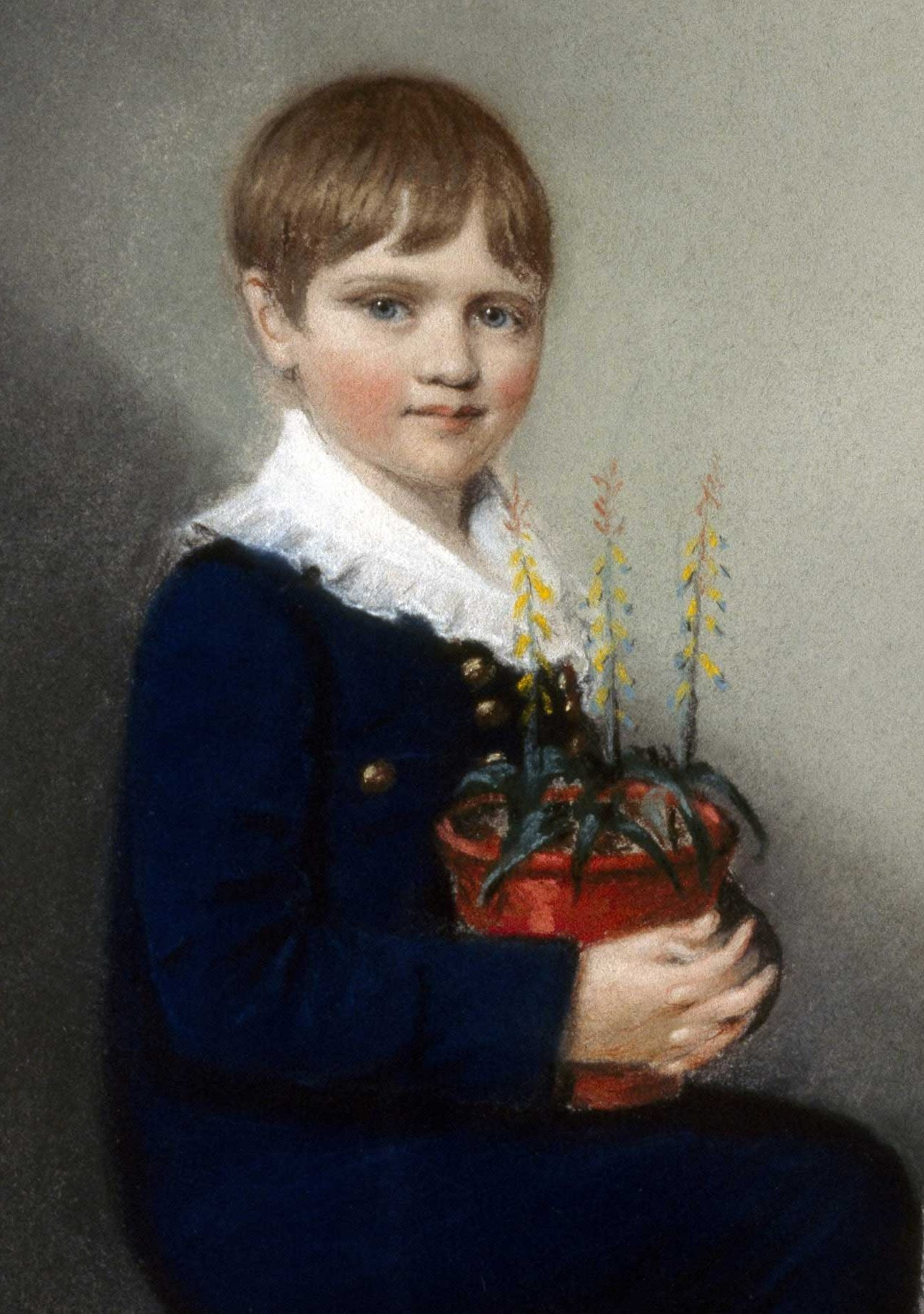
Darwin con siete años en 1816.

Charles Robert Darwin nació en Shrewsbury, Shropshire, Inglaterra, el 12 de febrero de 1809 en el hogar familiar, llamado "The Mount" ('El monte'). Fue el quinto de seis de los hijos habidos entre Robert Darwin, un médico y hombre de negocios acomodado, y Susannah Darwin (apellidada Wedgwood de soltera). Era nieto de Erasmus Darwin por parte de su padre y de Josiah Wedgwood por parte de su madre. Ambas familias eran de antigua tradición unitarista, aunque los Wedgwoods adoptaron el anglicanismo. El mismo Robert Darwin, siendo un discreto librepensador, bautizó a su hijo Charles en la Iglesia anglicana, aunque tanto él como sus hermanos asistían a los oficios unitaristas con su madre. A los ocho años Charles ya mostraba predilección por la Historia natural y por el coleccionismo de ejemplares cuando en 1817 se incorporó a la escuela diurna, regida por el predicador de la capilla donde asistía a los cultos. En julio de ese mismo año falleció su madre. En septiembre de 1818 se incorporó con su hermano Erasmus a la cercana escuela anglicana de Shrewsbury como pupilo.
Darwin pasó el verano de 1825 como aprendiz de médico, ayudando a su padre a asistir a las personas necesitadas de Shropshire, antes de marchar con Erasmus a la Universidad de Edimburgo. Encontró sus clases tediosas y la cirugía insufrible, de modo que no se aplicaba a los estudios de medicina. Aprendió taxidermia con John Edmonstone, un esclavo negro liberto que había acompañado a Charles Waterton por las selvas de Sudamérica y se le veía frecuentemente sentado con aquel «hombre inteligente y muy agradable».
En su segundo año en Edimburgo ingresó en la Sociedad Pliniana, un grupo de estudiantes de historia natural cuyos debates derivaron hacia el materialismo radical. Colaboró con las investigaciones de Robert Edmund Grant sobre la anatomía y el ciclo vital de los invertebrados marinos en el fiordo de Forth, y en marzo de 1827 presentó ante la Sociedad Pliniana el descubrimiento de que unas esporas blancas encontradas en caparazones de ostras eran los huevos de una sanguijuela. Un buen día, Grant expuso las ideas sobre evolución de Lamarck. Darwin quedó estupefacto, pero al haber leído recientemente ideas similares en los escritos de su abuelo Erasmus, mantuvo. posteriormente una postura indiferente. Darwin se aburría bastante con el curso de historia natural impartido por Robert Jameson, que comprendía la geología y su debate entre neptunismo y plutonismo. Aprendió la clasificación de las plantas, y contribuyó a los trabajos en las colecciones del museo de la universidad, uno de los mayores de la Europa de su tiempo.
Esta falta de atención a sus estudios de medicina disgustó a su padre, quien lo envió al Christ’s College de Cambridge para obtener un grado en letras como primer paso para ordenarse como pastor anglicano. Darwin llegó en enero de 1828, pero prefería la equitación y el tiro al estudio. Su primo William Fox le introdujo en la moda popular de coleccionar escarabajos, a la que se dedicó con entusiasmo, consiguiendo publicar algunos de sus hallazgos en el manual Illustrations of British entomology de James Francis Stephens. Se convirtió en un amigo íntimo y seguidor del profesor de botánica John Stevens Henslow y conoció a otros importantes naturalistas que contemplaban su trabajo científico como una teología natural, siendo conocido por estos académicos como «el hombre que pasea con Henslow». En la proximidad de los exámenes finales, Darwin se centró en sus estudios, deleitándose con el lenguaje y la lógica de la obra Demostración del Cristianismo (Natural Theology or Evidences of the Existence and Attributes of the Deity) de William Paley. En el examen final de enero de 1831 Darwin aprobó, quedando el décimo de una lista de 178 examinados.
Charles Darwin tuvo que quedarse en Cambridge hasta junio. Durante este período leyó tres obras que ejercerían una influencia fundamental en la evolución de su pensamiento: otra obra de Paley, Teología Natural, uno de los tratados clásicos en defensa de la adaptación biológica como prueba del diseño divino a través de las leyes naturales; el recién publicado Un discurso preliminar en el estudio de la filosofía natural, de John Herschel, que describía la última meta de la filosofía natural como la comprensión de estas leyes a través del razonamiento inductivo basado en la observación; y el Viaje a las regiones equinocciales del Nuevo Continente, de Alexander von Humboldt. Inspirado por un ardiente afán de contribuir al avance del conocimiento de la naturaleza, Darwin planeó visitar Tenerife con algunos compañeros de clase tras la graduación para estudiar la historia natural de los trópicos. Mientras preparaba el viaje se inscribió en el curso de geología de Adam Sedgwick y posteriormente le acompañó durante el verano a trazar mapas de estratos en Gales. Tras una quincena con otros amigos estudiantes en Barmouth, volvió a su hogar, encontrándose con una carta de Henslow que le proponía un puesto como naturalista sin retribución para el capitán Robert FitzRoy, más como un acompañante que como mero recolector de materiales en el HMS Beagle, que zarparía en cuatro semanas en una expedición para cartografiar la costa de América del Sur. Su padre se opuso en principio al viaje que se planeaba para dos años, aduciendo que era una pérdida de tiempo, pero su cuñado Josiah Wedgwood lo persuadió, aceptando así finalmente la participación de su hijo.

### Viaje del HMS Beagle

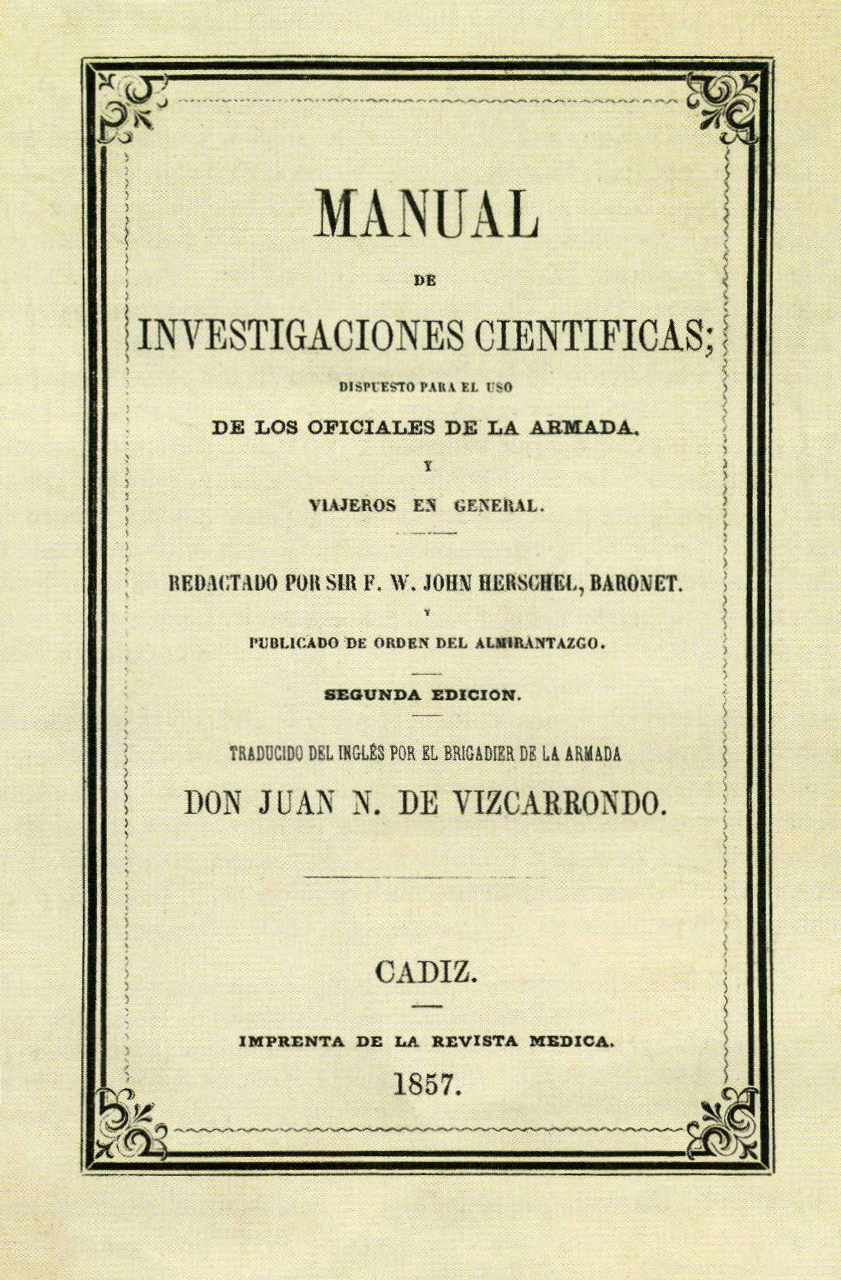
Portada de la primera traducción en España de un libro de Charles Darwin (Juan N. de Vizcarrondo, 1857).

El viaje del Beagle duró casi cinco años, zarpando de la bahía de Plymouth el 27 de diciembre de 1831 y arribando a Falmouth el 2 de octubre de 1836. Tal como Fitzroy le había propuesto, el joven Darwin dedicó la mayor parte de su tiempo a investigaciones geológicas en tierra firme y a recopilar ejemplares, mientras el Beagle realizaba su misión científica para medir corrientes oceánicas y cartografiando la costa. Darwin tomó notas escrupulosamente durante todo el viaje, y enviaba regularmente sus hallazgos a Cambridge, junto con una larga correspondencia para su familia que se convertiría en el diario de su viaje. Tenía nociones de geología, entomología y disección de invertebrados marinos —aunque se sabía inexperto en otras disciplinas científicas; de modo que reunió hábilmente gran número de especímenes para que los especialistas en la materia pudieran llevar a cabo una evaluación exhaustiva. A pesar de sufrir frecuentes mareos —que ya había acusado la primera vez que embarcó su equipaje a bordo— la mayoría de sus notas zoológicas versa sobre invertebrados marinos, comenzando por una notable colección de plancton que reunió en una temporada con viento en calma.
En su primera escala, en Santiago de Cabo Verde, Darwin descubrió que uno de los estratos blanquecinos elevados en la roca volcánica contenían restos de conchas. Como Fitzroy le había prestado poco antes la obra de Charles Lyell Principios de Geología, que establecía los principios uniformistas según los cuales el relieve se formaba mediante surgimientos o hundimientos a lo largo de inmensos períodos, Darwin comprendió ese fenómeno desde el punto de vista de Lyell, e incluso se planteó escribir en el futuro una obra sobre geología.

Viaje del Beagle

En Brasil, Darwin quedó fascinado por el bosque tropical, pero aborreció el espectáculo de la esclavitud.
En Punta Alta y en los barrancos de la costa de Monte Hermoso, cerca de Bahía Blanca, Argentina, realizó un hallazgo de primer orden al localizar en una colina fósiles de enormes mamíferos extintos junto a restos modernos de bivalvos, extintos más recientemente de manera natural. Identificó, por un diente, al poco conocido megaterio —que en principio asoció con el caparazón de una versión gigante (gliptodonte) de la armadura de los armadillos locales—. Estos hallazgos, ocurridos el 24 de septiembre de 1832, constituyeron la primera prueba fósil que halló sobre la mutabilidad de las especies y marcaron el inicio de la posterior elaboración de su célebre teoría. Estos hallazgos despertaron un enorme interés a su regreso a Inglaterra. Cabalgando con los gauchos del interior se dedicó a observar la geología y extraer más fósiles, adquiriendo, al mismo tiempo, una perspectiva de los problemas sociales, políticos y antropológicos tanto de los nativos como de los criollos en el momento anterior a la revolución de los Restauradores. También aprendió que los dos tipos de ñandú poseen territorios separados, aunque superpuestos.
Contempló con asombro la diversidad de la fauna y la flora en función de los distintos lugares. Así, pudo comprender que la separación geográfica y las distintas condiciones de vida eran la causa de que las poblaciones variaran independientemente unas de otras. Continuando su viaje hacia el sur, observó llanuras aplanadas llenas de guijarros en las que cúmulos de restos de conchas formaban pequeñas elevaciones. Como estaba leyendo la segunda obra de Lyell, asumió que se trataba de los «centros de creación» de especies que este describía, aunque por primera vez comenzó a cuestionar los conceptos de lento desgaste y extinción de especies defendidos por Lyell.
En Tierra del Fuego se produjo el retorno de tres nativos yagán que habían sido embarcados durante la primera expedición del Beagle, con objeto de recibir una educación que les permitiera actuar de misioneros ante sus semejantes. Darwin los encontró amables y civilizados, aunque los otros nativos le parecieron «salvajes miserables y degradados», tan distintos de los que iban a bordo como lo pudieran ser los animales salvajes de los domésticos, si bien, para Darwin, esa distinción estribaba en cuestiones culturales y no raciales. Al contrario que sus colegas científicos, empezó a sospechar que no existía una diferencia insalvable entre los animales y las personas. Al cabo de un año, la misión había sido abandonada. Uno de los fueguinos retornados, a quien le habían dado el nombre cristiano de Jemmy Button, vivía con los demás nativos, se había casado y manifestó no tener ningún deseo de volver a Inglaterra.

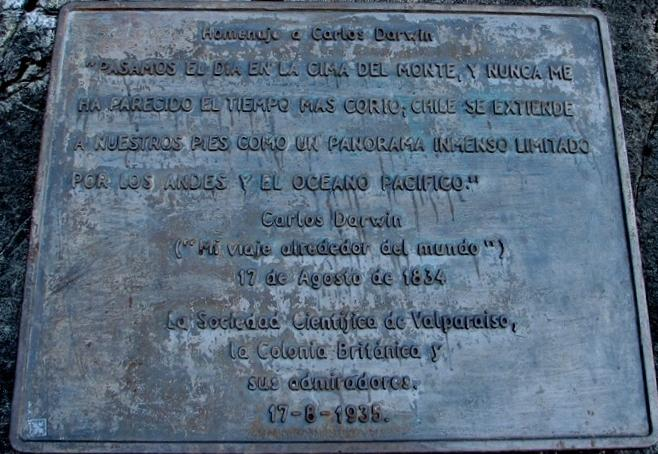
Placa conmemorativa del ascenso de Charles Darwin al Cerro La Campana (hoy parque nacional La Campana, Chile)

En Chile, Darwin fue testigo del terremoto de Concepción, donde observó indicios de un levantamiento del terreno, entre los que se encontraban acumulaciones de valvas de mejillones por encima de la línea de la marea alta. Asimismo, también encontró restos de conchas en las alturas de los Andes, así como árboles fosilizados que habían crecido a pie de playa, lo que le llevó a pensar que, según subían niveles de tierra, las islas oceánicas se iban hundiendo, formándose así los atolones de arrecifes de coral.
Poco después, en las islas Galápagos, geológicamente jóvenes, Darwin se dedicó a buscar indicios de un antiguo «centro de creación», y encontró variedades de pinzones que estaban emparentadas con la variedad continental, pero que variaban de isla a isla. También recibió informes de que los caparazones de tortugas variaban ligeramente entre unas islas y otras, permitiendo así su identificación.
En Australia, la rata marsupial y el ornitorrinco le parecieron tan extraños que Darwin pensó que era como si «dos creadores» hubiesen obrado a la vez. Encontró a los aborígenes australianos «bienhumorados y agradables», y notó su decadencia por la proliferación de asentamientos europeos.
El HMS Beagle también investigó la formación de los atolones de las islas Cocos, con resultados que respaldaban las teorías de Darwin. Por aquel entonces, Fitzroy —que redactaba la «narración oficial» de la expedición— leyó los diarios de Darwin y le pidió permiso para incorporarlos a su crónica. El diario de Darwin fue entonces reescrito como un tercer volumen dedicado a la historia natural.
En Ciudad del Cabo, una de las últimas escalas de su vuelta al mundo, Darwin y Fitzroy conocieron a John Herschel, quien había escrito recientemente a Lyell alabando su teoría uniformista por plantear una especulación sobre «ese misterio de misterios: la sustitución de especies extintas por otras [como] un proceso natural en oposición a uno milagroso».
Ordenando sus notas rumbo hacia Plymouth, Darwin escribía que de probarse sus crecientes sospechas sobre los pinzones, las tortugas y el zorro de las islas Malvinas, «estos hechos desbaratan la teoría de la estabilidad de las especies» (más tarde, reescribió prudentemente «podrían desbaratar»). Posteriormente reconoció que en aquel momento, los hechos observados le hacían pensar que «arrojaban alguna luz sobre el origen de las especies».

### Años de la gestación y publicación deEl origen de las especies

#### Inicios de la teoría
Cuando el Beagle regresó el 2 de octubre de 1836, Darwin se había convertido en una celebridad en los círculos científicos, ya que en diciembre de 1835 Henslow había promovido la reputación de su anterior discípulo distribuyendo entre naturalistas seleccionados un panfleto de sus comunicaciones sobre geología. Darwin fue a visitar su casa en Shrewsbury y se encontró con sus parientes, apresurándose inmediatamente a Cambridge para ver a Henslow, quien le recomendó buscar naturalistas disponibles para catalogar las colecciones, y acordó encargarse de los especímenes botánicos. El padre de Darwin organizó las inversiones que permitieron a su hijo ser un caballero científico sustentado por sus propios ingresos, y le animó a hacer una gira por las instituciones de Londres para asistir a recepciones en su honor y buscar de ese modo expertos para describir las colecciones. Los zoólogos tenían ante sí un enorme trabajo acumulado, y había peligro de que los especímenes quedaran abandonados en almacenes.

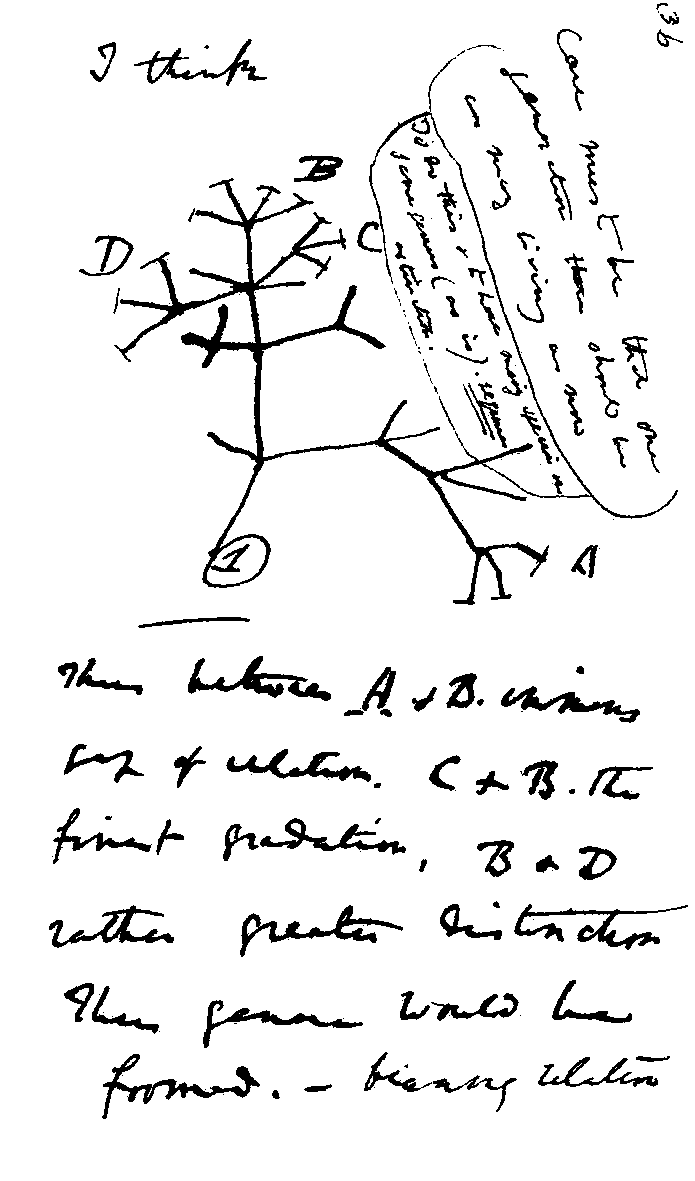
A mediados de julio de 1837 Darwin comenzó su cuaderno B sobre la «Transmutación de las especies» y en su página 36 escribió «pienso en el primer árbol de la vida».

Charles Lyell, entusiasmado, se encontró con Darwin por primera vez el 29 de octubre y pronto le presentó al prometedor anatomista Richard Owen, quien disponía de las instalaciones del Real Colegio de Cirujanos de Inglaterra para poder trabajar en los huesos fosilizados recolectados por Darwin. Entre los sorprendentes ejemplares que clasificó Owen se encontraban los de perezosos gigantes extintos, un esqueleto casi completo del desconocido Scelidotherium, un roedor del tamaño de un hipopótamo, que recordaba a un capibara gigante, y fragmentos del caparazón de Glyptodon, un armadillo gigante, tal y como inicialmente supuso Darwin. Estas criaturas extintas estaban estrechamente relacionadas con especies vivas de Sudamérica.
A mediados de diciembre, Darwin buscó alojamiento en Cambridge para organizar su trabajo en sus colecciones y reescribir su «diario». Escribió su primer artículo en el que defendía que la masa continental de América del Sur se estaba elevando lentamente, y con el apoyo entusiasta de Lyell lo leyó en la Sociedad Geológica de Londres el 4 de enero de 1837. El mismo día presentó sus especímenes de mamíferos y aves a la Sociedad Zoológica de Londres. El ornitólogo John Gould pronto anunció que las aves de las islas Galápagos que Darwin había pensado que eran una mezcla de tordos, picogordos  y pinzones, eran en realidad especies distintas de pinzones. El 17 de febrero Darwin fue elegido como miembro de la Sociedad Geográfica y el discurso de presentación, que estuvo a cargo de Lyell en su calidad de presidente, expuso los hallazgos de Owen a partir de los fósiles de Darwin, enfatizando la continuidad geográfica de las especies como apoyo a sus ideas uniformistas.
A comienzos de marzo Darwin se mudó a Londres para residir cerca de su trabajo, uniéndose al círculo social de científicos de Lyell, con eruditos como Charles Babbage, quien le describió a Dios como diseñador de leyes. La carta de John Herschel sobre el «misterio de misterios» de las nuevas especies fue ampliamente discutida en estas reuniones, con explicaciones que se buscaban en las leyes de la naturaleza, no en milagros ad hoc. Darwin permaneció con su hermano Erasmus, quien era un libre pensador, miembro del círculo del partido Whig y amigo íntimo de la escritora Harriet Martineau que promovió el maltusianismo que subyacía a la controvertida ley de Pobres de 1834 de los whigs para impedir que el bienestar produjera sobrepoblación y más pobreza. Como unitarista recibió bien las implicaciones radicalistas de la transmutación de las especies, promocionadas por Robert Edmond Grant y jóvenes cirujanos influidos por Étienne Geoffroy Saint-Hilaire, pero que eran anatema para los anglicanos que defendían el orden social.
En su primera reunión para discutir sus detallados hallazgos, Gould le dijo a Darwin que los pinzones de las distintas islas de las Galápagos eran especies diferentes. Los dos ñandúes también eran especies distintas, y el 14 de marzo Darwin publicó el hecho de que su distribución había cambiado, desplazándose hacia el sur.
A mediados de marzo, Darwin especulaba en su cuaderno rojo sobre la posibilidad de que «una especie se transforme en otra» para explicar la distribución geográfica de las especies de seres vivos como los ñandúes, y de las extintas como Macrauchenia, una especie de guanaco gigante. Desarrolló sus ideas sobre la longevidad, la reproducción asexual y la reproducción sexual en su cuaderno B en torno a mediados de julio hablando de la variación en la descendencia para «adaptarse y alterar la raza en un mundo en cambio» como la explicación de lo observado en las tortugas de las Galápagos, pinzones y ñandúes. Realizó un esbozo en el que representaba la descendencia como la ramificación de un árbol evolutivo, en el cual «es absurdo hablar de que un animal sea más evolucionado que otro», descartando de ese modo la teoría de Lamarck en la cual líneas evolutivas independientes progresaban hacia formas más evolucionadas.

#### El proceso de preparación

Panorámica de la casa Down House, donde vivió Charles Darwin.

A su vuelta al Reino Unido, Darwin publicó la obra Diario del viaje del Beagle. Cuando las «crónicas» de Fitzroy se publicaron en mayo de 1839, los diarios de Darwin eran ya un éxito tal que el mismo Fitzroy costeó la publicación del tercer tomo. Durante más de una década, se dedicó a realizar pruebas de cruce de animales y numerosos experimentos con plantas, mediante los cuales encontró indicios de que las especies no eran realidades inmutables que le permitieron profundizar las implicaciones de su teoría. Durante más de una década estos trabajos constituyeron el trasfondo de su investigación principal, consistente en la publicación de los resultados científicos del «viaje del Beagle».

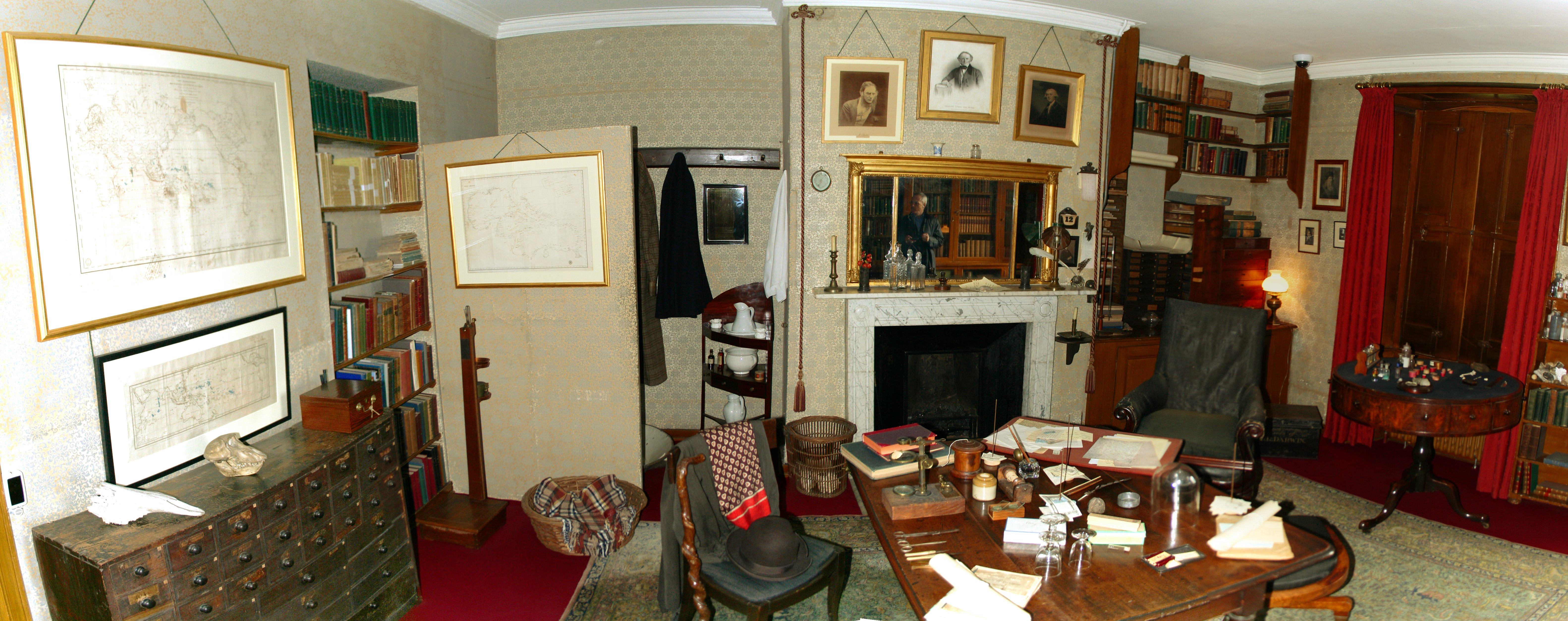
Panorámica del salón de la casa Down House, donde vivió Charles Darwin.

A principios de 1842, Darwin escribió una carta a Lyell exponiéndole sus ideas, quien observó que su camarada «se negaba a ver un origen para cada grupo similar de especies». Tras tres años de trabajo, Darwin publicó en mayo sus estudios sobre los arrecifes coralinos, y comenzó a esbozar su teoría. Para escapar a las presiones de la capital, el matrimonio Darwin se mudó a su Down House rural en septiembre. El 11 de enero de 1844 Darwin comentó sus especulaciones con el botánico Joseph Dalton Hooker, admitiendo con humor que era «como confesarse culpable de asesinato». Hooker replicó que en su opinión había «series de producción en diferentes puntos, así como un cambio gradual en las especies», y le manifestó su interés en «escuchar su explicación sobre cómo puede producirse este cambio, dado que por el momento las opiniones al respecto no me satisfacen».
Hacia el mes de julio, Darwin había ampliado su esbozo a un ensayo de 230 páginas, destinado a completarse con el resto de sus investigaciones en el caso de una muerte prematura. En noviembre la opinión pública reaccionó con polémica ante la publicación anónima de la obra Vestigios de la historia natural de la Creación, escrita por Robert Chambers. Se trataba de una obra bien redactada que llamó la atención sobre el tema de la transmutación. Darwin le censuró su bisoñez en geología y zoología, pero las críticas que recibió esta defensa de la evolución hicieron que revisara cuidadosamente sus propios argumentos.

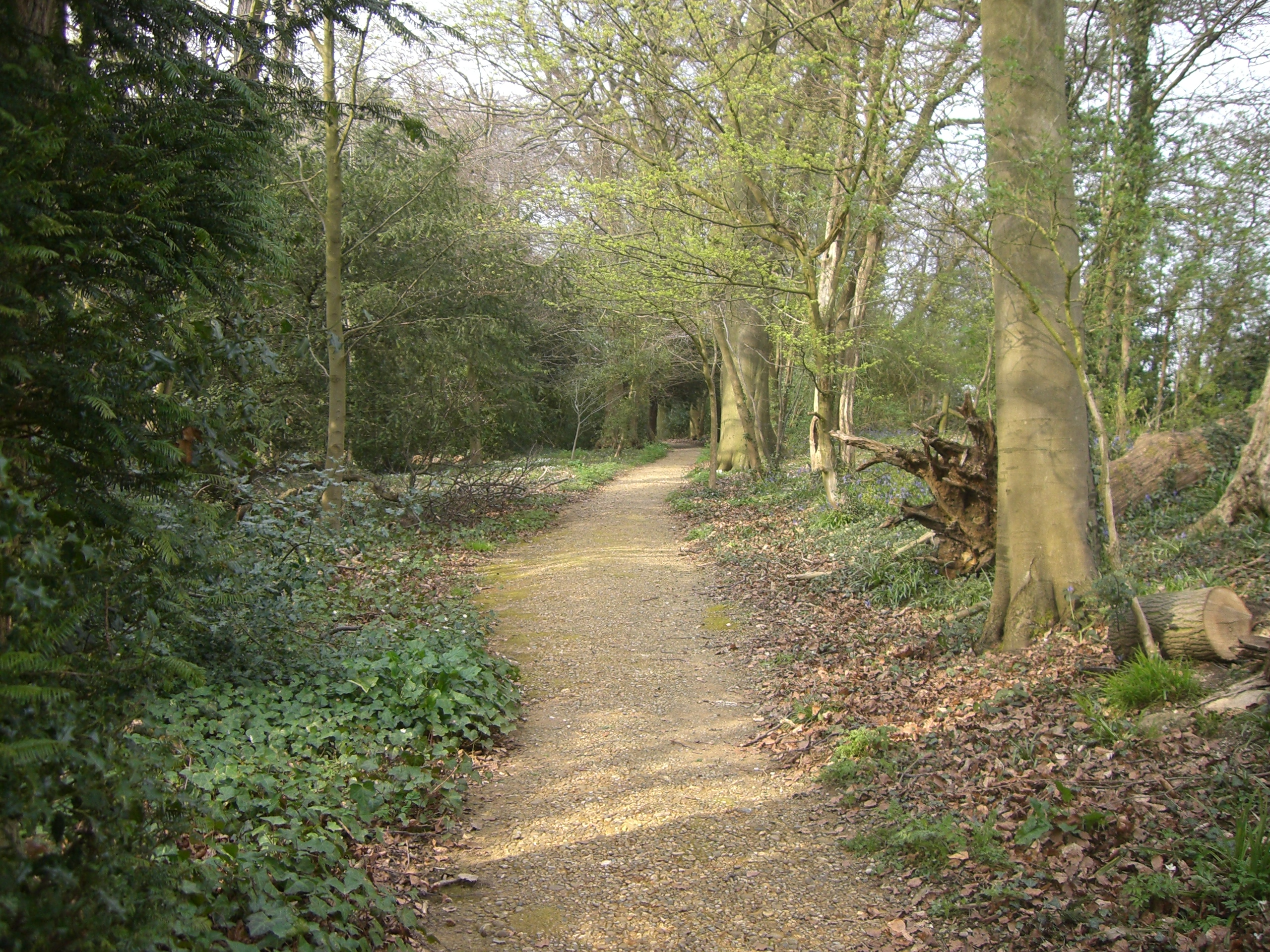
El camino donde Darwin meditaba, en la Down House.

En 1846 Darwin ya había completado su tercer libro sobre geología, Observaciones geológicas en América del Sur. Recuperó su fascinación por los invertebrados marinos, que había despertado en sus años de estudiante cuando diseccionaba y catalogaba con Robert Edmond Grant los percebes recogidos durante su viaje, observando con placer sus complejas estructuras y planteando analogías con estructuras similares. En 1847, Hooker recibió el «ensayo» y envió algunas notas críticas a Darwin, que le ayudaron a ver su obra con distanciamiento científico y cuestionarse su oposición al creacionismo.
Preocupado por su enfermedad crónica, Darwin acudió en 1849 al balneario del doctor James Manby Gully, y descubrió con sorpresa las virtudes de la hidroterapia. En 1851 su querida hija Anne Darwin enfermó, avivando los temores de Darwin de que su mal pudiera ser hereditario, y tras una serie de crisis falleció.
A lo largo de ocho años de trabajo sobre cirrípedos, la teoría de Darwin le había ayudado a encontrar homologías que indicaban que mínimas alteraciones morfológicas permitían a los organismos cumplir nuevas funciones en nuevas condiciones, y el hallazgo de minúsculos machos parásitos en organismos hermafroditas le sugirió una progresión intermedia en el desarrollo de seres sexuados. En 1853 este trabajo le valió la Medalla Real concedida por la Royal Society, trayéndole así la celebridad como biólogo. En 1854 continuó su trabajo sobre la teoría de las especies, y en noviembre ya había anotado que las diferencias en los caracteres de los descendientes podían obedecer a su adaptación a «diversos entornos» en la economía natural.

#### Trabajo excesivo, enfermedad y matrimonio
Durante el desarrollo de su profundo estudio sobre la transmutación de las especies, Darwin se cargó con más trabajos. Mientras aún escribía su «diario», continuó editando y publicando los informes de los expertos sobre sus colecciones y con la ayuda de Henslow obtuvo una asignación del tesoro de 1000 libras para patrocinar su obra en varios volúmenes Zoología del viaje del Beagle. En esta última y en su libro Geología de Sudamérica acepta datos no realistas en apoyo de las ideas de Lyell. Darwin acabó de escribir su diario en torno al 20 de junio de 1837, día de la coronación de la reina Victoria, pero posteriormente tuvo que corregir las pruebas.

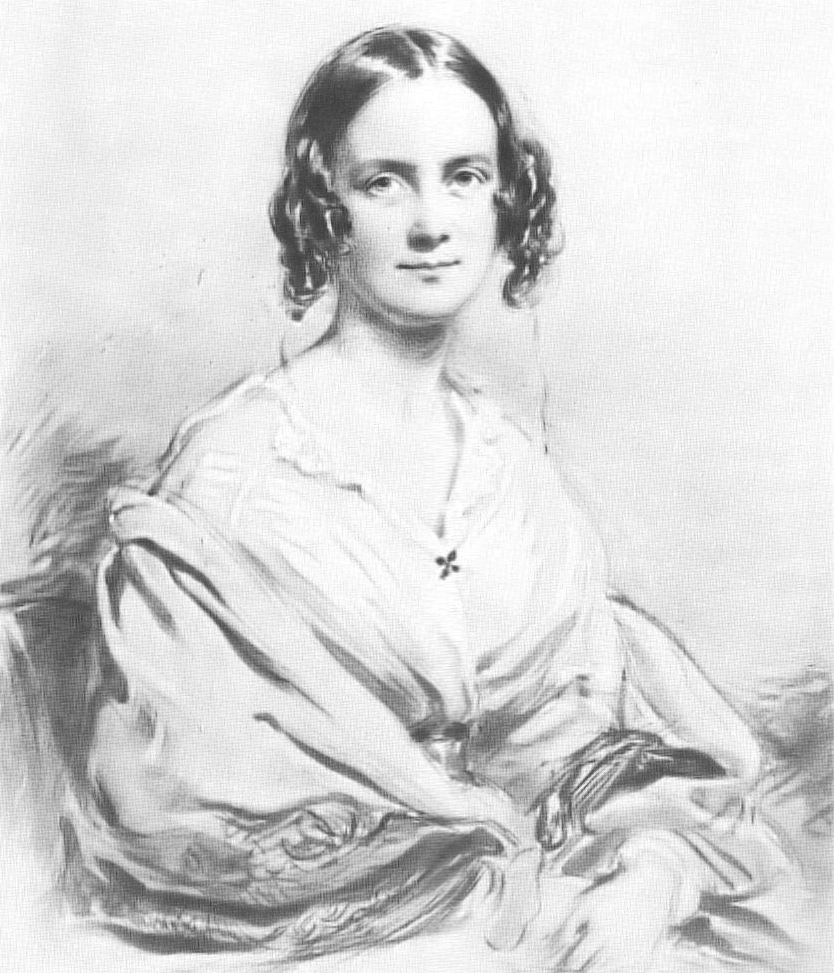
Darwin tomó como esposa a su prima, Emma Wedgwood.

La salud de Darwin se resintió por la presión. El 20 de septiembre tuvo una «incómoda palpitación del corazón», de modo que los médicos le conminaron a «abandonar todo el trabajo» y vivir en el campo durante algunas semanas. Tras visitar Shrewsbury se reunió con sus parientes de la familia Wedgwood en Maer Hall, Staffordshire, pero les encontró demasiado entusiasmados con los relatos de sus viajes como para proporcionarle algún descanso. Su encantadora, inteligente y cultivada prima Emma Wedgwood (1808-1896), nueve meses mayor que Darwin, estaba cuidando de su tía inválida. Su tío, Jos señaló un lugar donde el limo había desaparecido bajo el terreno  y sugirió que podría ser obra de los gusanos, inspirando una «nueva e importante teoría» sobre su papel en la formación del suelo que Darwin presentó ante la Sociedad Geológica de Londres el 1 de noviembre.
William Whewell animó a Darwin a aceptar las obligaciones de secretario de la Sociedad Geológica. Tras declinar inicialmente la oferta, aceptó el cargo en marzo de 1838. A pesar de la abrumadora labor de escribir y editar los informes del Beagle, Darwin realizó destacables progresos en el problema de la transmutación, aprovechando cualquier oportunidad para poner en cuestión a naturalistas expertos y, de forma menos convencional, a personas con experiencia práctica, como granjeros y criadores de palomas. Con el tiempo su investigación tomaba datos de sus parientes e hijos, la familia Butler, los vecinos, colonos y antiguos compañeros de navegación. Entre sus especulaciones incluyó desde el principio a la naturaleza humana, y observando un orangután en el zoológico el 28 de marzo de 1838 reparó en lo semejante de su conducta a la de un niño.
Los esfuerzos le pasaron factura, y en junio tuvo que permanecer varios días en cama con problemas estomacales, dolor de cabeza y síntomas de afección cardíaca. Durante el resto de su vida se vio repetidamente incapacitado con episodios de dolores de estómago, vómitos, abscesos graves, palpitaciones, temblores y otros síntomas, en particular durante las épocas de estrés como la asistencia a reuniones o visitas sociales. La causa de la enfermedad de Darwin sigue siendo desconocida, y todos los intentos de tratamiento tuvieron poco éxito.
El 23 de junio se tomó un respiro y se fue a «hacer algo de geología» en Escocia. Visitó Glen Roy con un tiempo extraordinario para ver los «caminos naturales» cortados en las laderas de las colinas a tres alturas. Posteriormente publicó su interpretación de este fenómeno, afirmando que eran playas de mar elevadas por los movimientos geológicos, pero posteriormente tuvo que aceptar que eran líneas de la orilla de un lago proglacial.
Totalmente recuperado regresó a Shrewsbury en julio. Acostumbraba a tomar notas diarias sobre la cría animal, al tiempo que pergeñaba pensamientos inconexos sobre su carrera y proyectos en dos pedazos de papel, en los que valoraba las ventajas e inconvenientes de contraer matrimonio. Tras tomar una decisión favorable, lo discutió con su padre y fue a visitar a su prima Emma el 29 de julio. No llegó a hacerle proposiciones, pero en contra del consejo de su padre le mencionó sus ideas sobre la transmutación.
Continuando con sus investigaciones en Londres, a las extensas lecturas de Darwin se añadió la sexta edición de la obra de Thomas Malthus Ensayo sobre el principio de la población:

En octubre de 1838, esto es, quince meses después de comenzar mi indagación sistemática, sucedió que leí por diversión el ensayo sobre la población de Malthus, y comencé a estar bien preparado para apreciar la lucha por la existencia que se da en todas partes a partir de observaciones a largo plazo de los hábitos de animales y plantas, y de inmediato me impactó el hecho de que bajo tales circunstancias las variaciones favorables tenderían a ser preservadas, mientras que las desfavorables serían destruidas. El resultado de esto sería la formación de nuevas especies. Aquí, por tanto, por fin había una teoría con la que trabajar.

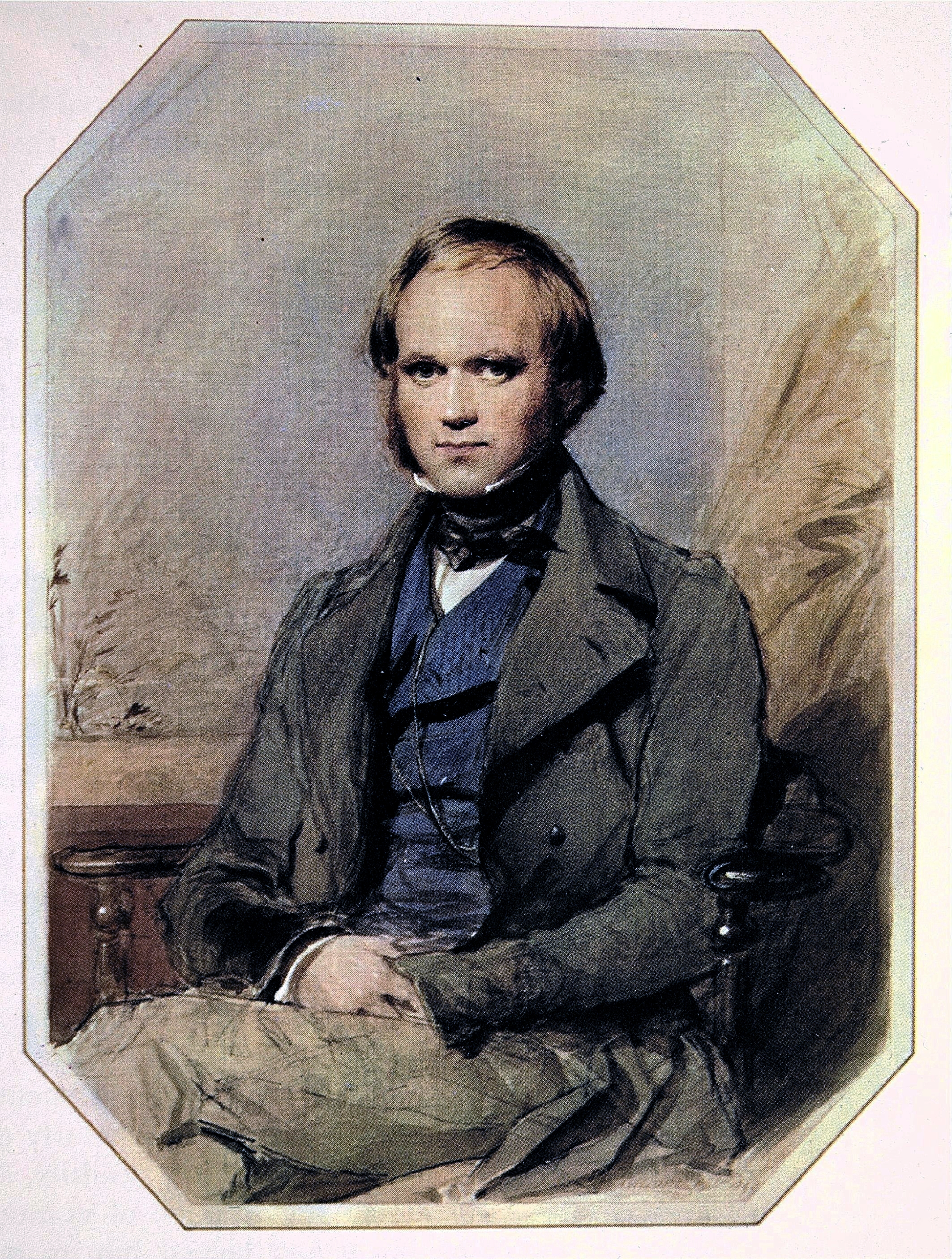
Charles Darwin, con 31 años, en un retrato en acuarela realizado por George Richmond hacia finales de los años 1830.

Malthus afirmaba que si no se controlaba, la población humana crecería en progresión geométrica y pronto excedería los suministros de alimentos, alcanzando lo que se conoce como catástrofe maltusiana. Darwin estaba bien preparado para percatarse de que eso se aplicaba a lo que de Candolle denominaba «guerra de especies» entre plantas y a la lucha por la existencia en la vida salvaje, explicando cómo el tamaño poblacional de una especie permanecía bastante estable. Puesto que las especies siempre se reproducían en cantidad mayor que los recursos disponibles, las variaciones favorables mejorarían la supervivencia de los organismos transmitiendo las variaciones a su descendencia, mientras que las variaciones desfavorables se perderían. Esto acabaría dando como resultado la formación de nuevas especies. El 28 de septiembre de 1838 anotó esta intuición, describiéndola como un tipo de cuña que introduciría las estructuras adaptadas en las fisuras de la economía de la naturaleza al tiempo que las estructuras más débiles se hacían a un lado. En los meses siguientes comparó a los granjeros recogiendo lo mejor de su cosecha con una selección natural maltusiana a partir de variantes surgidas «al azar», de modo que «cualquier parte de [cualquier] estructura nuevamente adquirida está completamente experimentada y perfeccionada», y pensó que esta analogía era «la parte más hermosa de mi teoría».
El 11 de noviembre volvió a Maer y se declaró a Emma, contándole una vez más sus ideas. Ella aceptó, y en los intercambios de cartas de amor mostraba cómo valoraba su apertura a compartir sus diferencias, y exponiendo también sus creencias unitaristas y su preocupación porque sus dudas honestas pudieran separarlos más adelante. Mientras estaba buscando casa en Londres, los accesos de enfermedad continuaban y Emma le escribió apremiándole a que se tomara algún descanso, comentando de modo casi profético «No sigas poniéndote malo, mi querido Charley hasta que pueda estar contigo para cuidarte». Él encontró una casa que llamó una «cabaña de guacamayos» (por sus llamativos interiores) en Gower Street, y trasladó allí su museo durante las navidades. El 24 de enero de 1839 Darwin fue elegido miembro de la Royal Society.
El 29 de enero Darwin y Emma Wedgwood se casaron en Maer en una ceremonia anglicana preparada para acoger a los unitarios, e inmediatamente tomaron el tren a Londres para ocupar su nuevo hogar.

#### Publicación

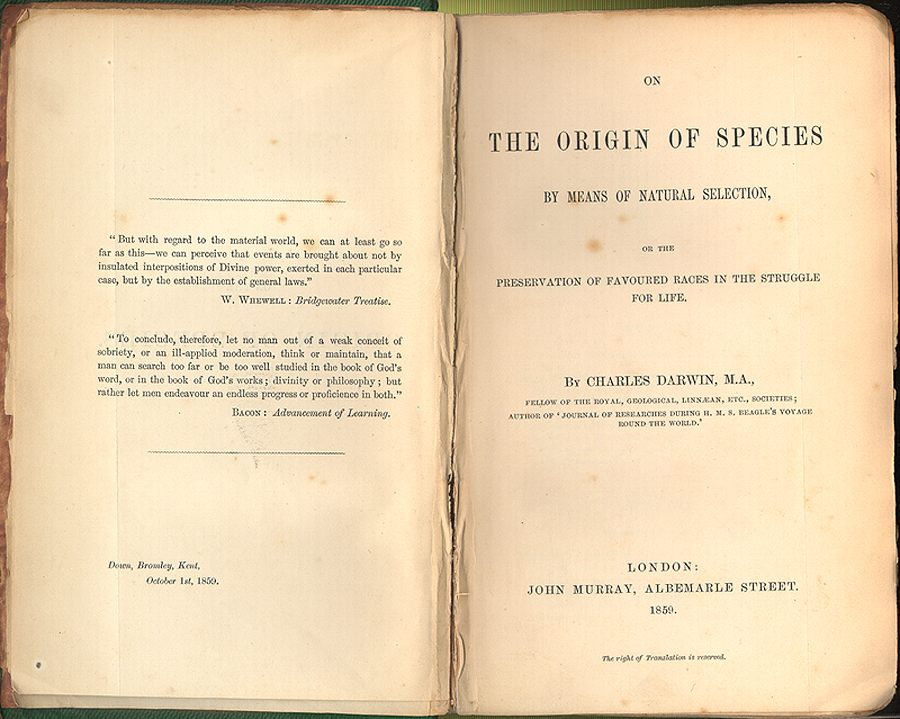
Un ejemplar de la primera edición de El origen de las especies.

A comienzos de 1856 Darwin investigaba si los huevos y semillas podrían sobrevivir a un viaje en el agua del mar diseminando de ese modo las especies por los océanos. Hooker cada vez dudaba más de la doctrina tradicional en torno a la inmutabilidad de las especies, pero su joven amigo Thomas Henry Huxley era un firme detractor de la evolución. Por su parte, Lyell estaba fascinado por las especulaciones de Darwin, aunque sin percibir el alcance de sus implicaciones. Cuando leyó un artículo de Alfred Russel Wallace sobre la Introducción de especies, observó similitudes con los pensamientos de Darwin y le apremió a publicarlos para establecer la precedencia. Aunque Darwin no percibió amenaza alguna, comenzó a trabajar en una publicación corta. La contestación de difíciles cuestiones retenían su desarrollo una y otra vez, y finalmente amplió sus planes a la redacción de un «gran libro sobre las especies» titulado Selección natural. Darwin continuó con sus investigaciones, obteniendo información y especímenes de naturalistas de todo el mundo, incluyendo a Wallace, que estaba trabajando en Borneo. El botánico estadounidense Asa Gray mostraba intereses similares, y el 5 de septiembre de 1857 Darwin envió a Gray un esbozo detallado de sus ideas, incluyendo un extracto de su obra Selección natural. En diciembre, Darwin recibió una carta de Wallace preguntándole si el libro trataría la cuestión del origen del hombre. Él le contestó que evitaría el tema al estar «tan rodeado de prejuicios», mientras animaba a Wallace a seguir con su línea teórica, añadiendo que «Yo voy mucho más allá que Usted».
El libro de Darwin estaba a la mitad cuando el 18 de junio de 1858 recibió una carta de Wallace. En ella, Wallace adjuntaba un manuscrito para ser revisado en el que defendía la evolución por selección natural. A petición de su autor, Darwin envió el manuscrito a Lyell, mostrándole su sorpresa por la extraordinaria coincidencia de sus teorías, y sugiriendo la publicación del artículo de Wallace en cualquiera de las revistas que este prefiriese. La familia de Darwin estaba en crisis, y los niños de su pueblo estaban muriendo de escarlatina, de modo que dejó el asunto en manos de Lyell y Hooker. Finalmente se decidió por una presentación conjunta en la Sociedad Linneana de Londres el 1 de julio bajo el título Sobre la tendencia de las especies a crear variedades, así como sobre la perpetuación de las variedades y de las especies por medio de la selección natural compuesta por dos artículos independientes: el manuscrito de Wallace, y un extracto del no publicado Ensayo de Darwin, escrito en 1844, junto con un resumen de la carta de Darwin a Asa Gray. No obstante, la hija de Darwin murió pronto de escarlatina y estaba demasiado abatido como para asistir.
La presentación de la teoría de la selección natural ante la Sociedad Linneana no recibió demasiada atención. Tras la publicación del artículo en agosto en el periódico de la sociedad, se reimprimió en varias revistas y recibió algunas reseñas y cartas, pero el presidente de la Sociedad Linneana comentaba en mayo de 1858 que aquel año no estaba señalado por ningún descubrimiento revolucionario. Solo una reseña le resultó a Darwin lo suficientemente incisiva como para tenerla en cuenta más tarde: el profesor Samuel Haughton de Dublín afirmaba que «todo lo novedoso del artículo es falso, y lo verdadero ya es cosa dicha anteriormente». Darwin se debatió durante trece meses para producir un extracto de su «gran libro», sufriendo enfermedades del corazón, pero recibiendo continuos ánimos de sus amigos científicos. Lyell lo dispuso todo para que lo publicara John Murray.
El origen de las especies mediante la selección natural o la conservación de las razas favorecidas en la lucha por la vida (habitualmente conocido bajo el título abreviado de El origen de las especies) resultó inusitadamente popular, y el lote completo de 1250 copias tenía un número de suscriptores superior cuando salió a venta a los libreros el 22 de noviembre de 1859. En el libro, Darwin expone una «extensa argumentación» a partir de observaciones detalladas e inferencias, y considera con anticipación las objeciones a su teoría. Su única alusión a la evolución humana fue un comentario moderado en el que se hablaba de que «se arrojará luz sobre el origen del hombre y su historia». Su teoría se formula de modo sencillo en la Introducción:

Como de cada especie nacen muchos más individuos de los que pueden sobrevivir, y como, en consecuencia, hay una lucha por la vida, que se repite frecuentemente, se sigue que todo ser, si varía, por débilmente que sea, de algún modo provechoso para él bajo las complejas y a veces variables condiciones de la vida, tendrá mayor probabilidad de sobrevivir y, de ser así, será naturalmente seleccionado. Según el poderoso principio de la herencia, toda variedad seleccionada tenderá a propagar su nueva y modificada forma.

Darwin argumentó contundentemente en favor de un origen común de las especies pero evitó el entonces controvertido término «evolución» y desde la segunda edición de El origen de las especies, al final del libro, concluía que:

Hay grandeza en esta concepción según la cual la vida, con sus diferentes fuerzas, ha sido originalmente exhalada en nuevas formas o en una sola, y que, mientras este planeta ha ido girando según la constante ley de la gravitación, se han desarrollado y se están desarrollando, a partir de un principio tan sencillo, una infinidad de las formas más bellas y portentosas.

### Los últimos años de Darwin

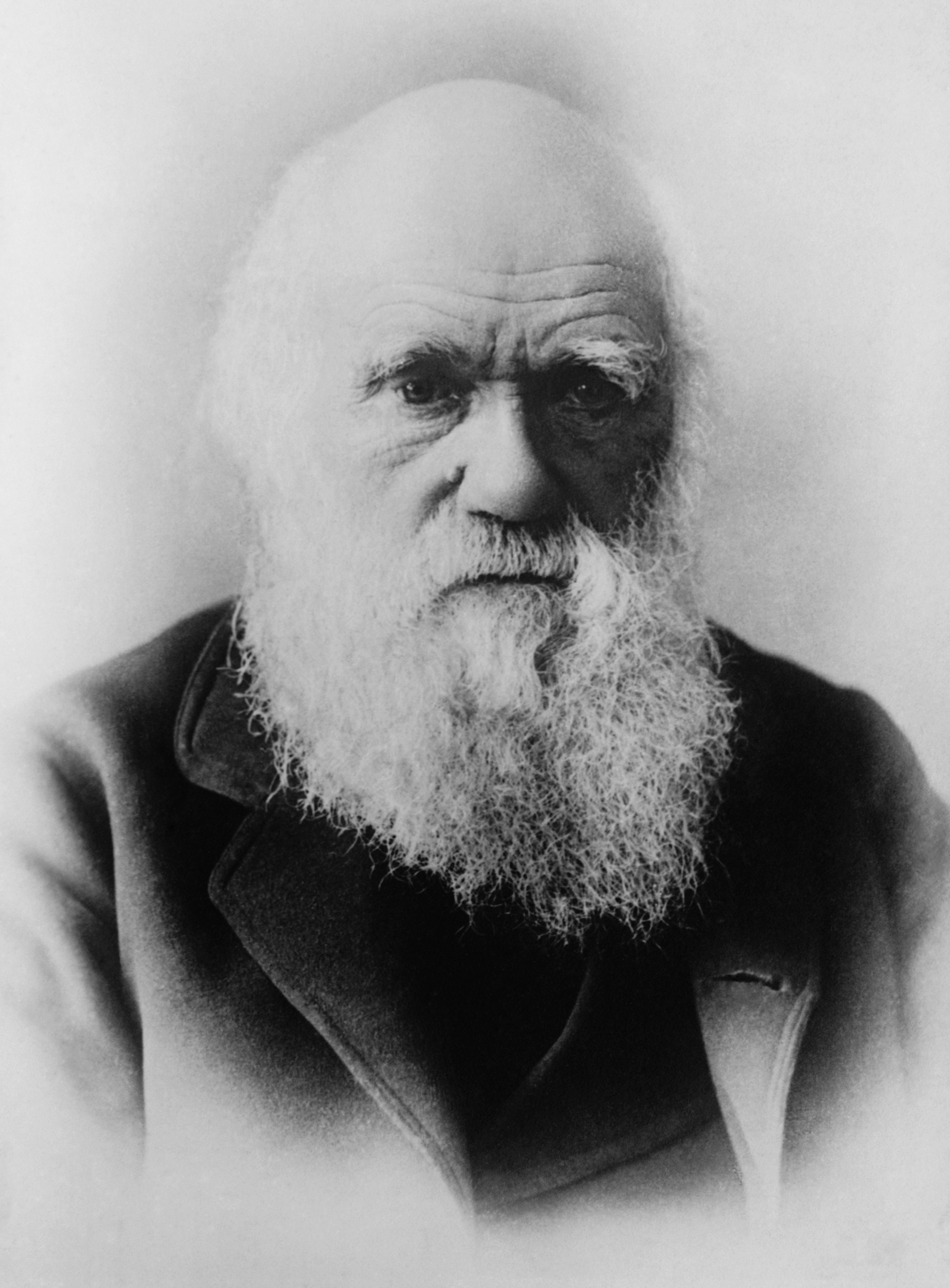
Hacia 1879, un cada vez más famoso Darwin llevaba años aquejado de una enfermedad crónica.

A pesar de los repetidos brotes de su enfermedad durante los últimos 22 años de su vida, Darwin continuó infatigablemente su trabajo. Habiendo publicado El origen de las especies como un resumen de su teoría, continuó desarrollando líneas de investigación que allí solo habían sido esbozadas y que incluyeron objetos tan dispares como la evolución humana, diversos aspectos de la adaptación de las plantas o la belleza decorativa en la vida salvaje.
En 1861, sus investigaciones sobre la polinización por insectos le condujeron a novedosos estudios sobre las orquídeas salvajes en los que investigó la adaptación de sus flores al síndrome floral y al aseguramiento de la heterosis. La fecundación de las orquídeas, publicada en 1862, ofreció la primera demostración detallada del poder de la selección natural, explicando las complejas relaciones ecológicas y haciendo verificables las predicciones. El deterioro de su enfermedad obligó a Darwin a permanecer en cama. La habitación en la que guardaba reposo se encontraba repleta de ingeniosos experimentos para trazar los movimientos de las plantas trepadoras, y no dejó de recibir visitas de ilustres naturalistas. Entre ellos se encontraban Ernst Haeckel, un celoso seguidor del Darwinismus, una particular versión del darwinismo que favorecía la ortogénesis por encima de la selección natural, y Wallace, quien aunque siguió apoyando la teoría de Darwin, se convirtió progresivamente al espiritualismo.
La primera parte del «gran libro» planeado por Darwin, y titulado Variación de las plantas y los animales en estado doméstico creció hasta convertirse en dos enormes volúmenes, obligándole a dejar de lado otros objetos de estudio como la evolución humana y la selección sexual. La obra se publicó en 1868 y a pesar de su extensión tuvo una amplia acogida, alcanzando un número considerable de ventas y siendo traducida a varios idiomas. Más tarde, Darwin escribió una segunda sección dedicada a la selección natural que sería publicada a título póstumo. En 1869, Darwin utilizó por primera vez la frase acuñada por Herbert Spencer: «la supervivencia del más apto», como sinónimo de la selección natural; en la quinta edición de El origen de las especies.
El siguiente reto de Darwin tuvo por objeto la evolución humana. Lyell ya había popularizado el tema de la prehistoria, y por entonces Thomas Henry Huxley organizaba sesiones de anatomía en las que se comparaban cráneos de simios y humanos en distintos grados de desarrollo. Con El origen del hombre, y la selección en relación al sexo, publicado en 1871, Darwin ofreció múltiples pruebas que situaban al ser humano como una especie más del reino animal, mostrando la continuidad entre características físicas y mentales. Así mismo, expuso la teoría de la selección sexual como una explicación de determinadas características no adaptativas, como el plumaje de la cola del pavo real, así como la evolución cultural y las diferencias sexuales, raciales y culturales, al mismo tiempo que enfatizaba la pertenencia de todos los humanos a una misma especie. Su investigación fue ampliada en su siguiente libro: La expresión de las emociones en el hombre y los animales (1872), una de las primeras publicaciones acompañada de fotografías impresas, que discutía la continuidad de la psicología humana con la conducta animal. Ambos libros fueron enormemente populares y el mismo Darwin se declaró sorprendido de que «todo el mundo hablase de ello sin demostrar sorpresa alguna». Su conclusión fue que

... el hombre, con todas sus nobles cualidades, con su compasión hacia los que siente desarraigados, con su benevolencia no sólo hacia los otros hombres sino hacia la más humilde criatura; con su intelecto, que parece divino y ha penetrado en los movimientos y la formación del sistema solar —con todos estos elevados poderes— todo hombre sigue cargando en su condición corporal el sello indeleble de su modesto origen.

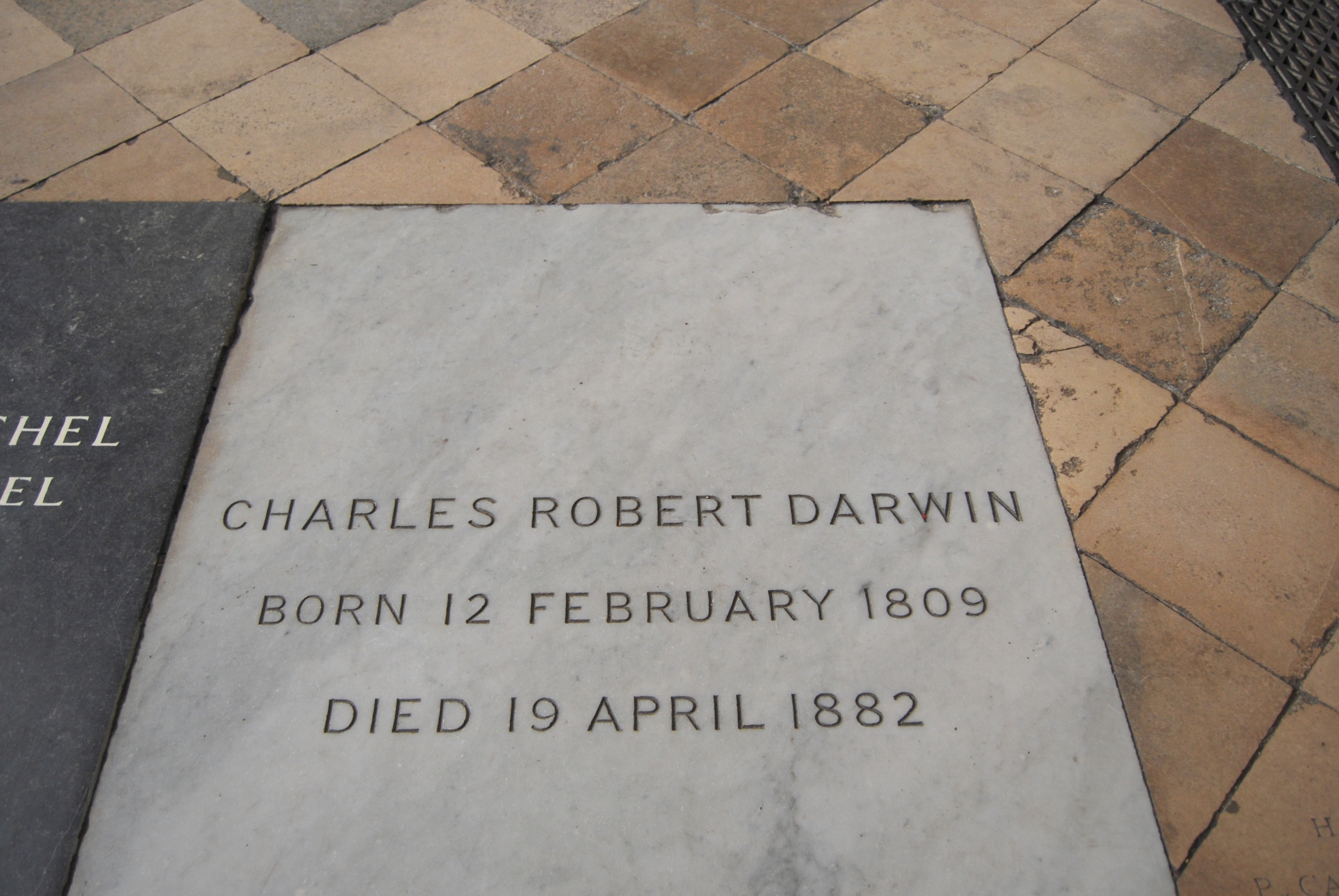
La tumba de Charles Darwin en la Abadía de Westminster.

Sus experimentos e investigaciones sobre evolución culminaron en sus trabajos sobre el movimiento de plantas trepadoras y carnívoras, los efectos de la heterosis y la autofertilización vegetal, diferentes formas de flores en una misma especie de planta, y El poder del movimiento en las plantas. En su último libro, Darwin investigó el efecto de la presencia de lombrices en la formación del suelo.
Murió en Downe, Kent (Inglaterra) el 19 de abril de 1882. Esperaba ser enterrado en el patio de la iglesia de St. Mary, en Downe, pero por petición de sus colegas, el presidente de la Royal Society, William Spottiswoode, convino un funeral de Estado en la Abadía de Westminster, donde fue enterrado junto a John Herschel e Isaac Newton. Solo cinco personas que no pertenecieran a la realeza tuvieron el honor de recibir un funeral semejante durante el siglo XIX.

## Publicaciones de Charles Darwin
- Bibliografía cronológica de Charles Darwin y traducciones al español
- Bibliografía sobre Charles Darwin en español

## Árbol genealógico

### Padre y abuelos paternos
|                                   |                                   |                                   |                                   |                                   |                                   |  |  | Erasmus Darwin (1731-1802) | Erasmus Darwin (1731-1802) | Erasmus Darwin (1731-1802) | Erasmus Darwin (1731-1802) | Erasmus Darwin (1731-1802) | Erasmus Darwin (1731-1802) |  |  |                              |                              |                              |                              | Mary Howard (1740-1770)      | Mary Howard (1740-1770)      | Mary Howard (1740-1770) | Mary Howard (1740-1770) | Mary Howard (1740-1770)          | Mary Howard (1740-1770)          |                                  |                                  |                                  |                                  |  |  |                                 |                                 |                                 |                                 |                                 |                                 |
|                                   |                                   |                                   |                                   |                                   |                                   |  |  | Erasmus Darwin (1731-1802) | Erasmus Darwin (1731-1802) | Erasmus Darwin (1731-1802) | Erasmus Darwin (1731-1802) | Erasmus Darwin (1731-1802) | Erasmus Darwin (1731-1802) |  |  |                              |                              |                              |                              | Mary Howard (1740-1770)      | Mary Howard (1740-1770)      | Mary Howard (1740-1770) | Mary Howard (1740-1770) | Mary Howard (1740-1770)          | Mary Howard (1740-1770)          |                                  |                                  |                                  |                                  |  |  |                                 |                                 |                                 |                                 |                                 |                                 |
|                                   |                                   |                                   |                                   |                                   |                                   |  |  |                            |                            |                            |                            |                            |                            |  |  |                              |                              |                              |                              |                              |                              |                         |                         |                                  |                                  |                                  |                                  |                                  |                                  |  |  |                                 |                                 |                                 |                                 |                                 |                                 |
|                                   |                                   |                                   |                                   |                                   |                                   |  |  |                            |                            |                            |                            |                            |                            |  |  |                              |                              |                              |                              |                              |                              |                         |                         |                                  |                                  |                                  |                                  |                                  |                                  |  |  |                                 |                                 |                                 |                                 |                                 |                                 |
| Charles Robert Darwin (1758-1778) | Charles Robert Darwin (1758-1778) | Charles Robert Darwin (1758-1778) | Charles Robert Darwin (1758-1778) | Charles Robert Darwin (1758-1778) | Charles Robert Darwin (1758-1778) |  |  | Erasmus Darwin (1759-1799) | Erasmus Darwin (1759-1799) | Erasmus Darwin (1759-1799) | Erasmus Darwin (1759-1799) | Erasmus Darwin (1759-1799) | Erasmus Darwin (1759-1799) |  |  | Elizabeth Darwin (1763-1764) | Elizabeth Darwin (1763-1764) | Elizabeth Darwin (1763-1764) | Elizabeth Darwin (1763-1764) | Elizabeth Darwin (1763-1764) | Elizabeth Darwin (1763-1764) |                         |                         | Robert Waring Darwin (1766-1848) | Robert Waring Darwin (1766-1848) | Robert Waring Darwin (1766-1848) | Robert Waring Darwin (1766-1848) | Robert Waring Darwin (1766-1848) | Robert Waring Darwin (1766-1848) |  |  | William Alvey Darwin (n&m 1767) | William Alvey Darwin (n&m 1767) | William Alvey Darwin (n&m 1767) | William Alvey Darwin (n&m 1767) | William Alvey Darwin (n&m 1767) | William Alvey Darwin (n&m 1767) |

Erasmus Darwin, abuelo paterno de Charles Darwin, tuvo doce hijos fruto de dos matrimonios: uno contraído con Mary Howard en 1757 y el otro con Elizabeth Chandos-Pole en 1781. Del primer matrimonio nacieron cinco hijos, entre los que se encuentran Charles Darwin (tío con nombre homónimo) y Robert Darwin, padre de Charles Darwin. Del segundo matrimonio (no representado en el árbol genealógico) nacieron siete hijos, destacando a Frances Anne Violette Darwin, quien en 1807 se casó con Samuel Tertius Galton. Frances y Samuel tuvieron siete hijos, entre los que resalta Francis Galton, científico pionero en el estudio de las huellas dactilares y fundador de la eugenesia.

### Madre y abuelos maternos
|                               |                               |                               |                               |                               |                               |  |  |                           |                           |                           |                           |                           |                           |  |  |                                |                                |                                |                                |                                |                                | Josiah Wedgwood I (1730-1795) | Josiah Wedgwood I (1730-1795) | Josiah Wedgwood I (1730-1795) | Josiah Wedgwood I (1730-1795) | Josiah Wedgwood I (1730-1795) | Josiah Wedgwood I (1730-1795) |                             |                             |  |  |                                        |                                        | Sarah Wedgwood (1734-1815)             | Sarah Wedgwood (1734-1815)             | Sarah Wedgwood (1734-1815)             | Sarah Wedgwood (1734-1815)             | Sarah Wedgwood (1734-1815) | Sarah Wedgwood (1734-1815) |                                      |                                      |                                      |                                      |                                      |                                      |  |  |                                |                                |                                |                                |                                |                                |  |  |                              |                              |                              |                              |                              |                              |
|                               |                               |                               |                               |                               |                               |  |  |                           |                           |                           |                           |                           |                           |  |  |                                |                                |                                |                                |                                |                                | Josiah Wedgwood I (1730-1795) | Josiah Wedgwood I (1730-1795) | Josiah Wedgwood I (1730-1795) | Josiah Wedgwood I (1730-1795) | Josiah Wedgwood I (1730-1795) | Josiah Wedgwood I (1730-1795) |                             |                             |  |  |                                        |                                        | Sarah Wedgwood (1734-1815)             | Sarah Wedgwood (1734-1815)             | Sarah Wedgwood (1734-1815)             | Sarah Wedgwood (1734-1815)             | Sarah Wedgwood (1734-1815) | Sarah Wedgwood (1734-1815) |                                      |                                      |                                      |                                      |                                      |                                      |  |  |                                |                                |                                |                                |                                |                                |  |  |                              |                              |                              |                              |                              |                              |
|                               |                               |                               |                               |                               |                               |  |  |                           |                           |                           |                           |                           |                           |  |  |                                |                                |                                |                                |                                |                                |                               |                               |                               |                               |                               |                               |                             |                             |  |  |                                        |                                        |                                        |                                        |                                        |                                        |                            |                            |                                      |                                      |                                      |                                      |                                      |                                      |  |  |                                |                                |                                |                                |                                |                                |  |  |                              |                              |                              |                              |                              |                              |
|                               |                               |                               |                               |                               |                               |  |  |                           |                           |                           |                           |                           |                           |  |  |                                |                                |                                |                                |                                |                                |                               |                               |                               |                               |                               |                               |                             |                             |  |  |                                        |                                        |                                        |                                        |                                        |                                        |                            |                            |                                      |                                      |                                      |                                      |                                      |                                      |  |  |                                |                                |                                |                                |                                |                                |  |  |                              |                              |                              |                              |                              |                              |
| Susannah Wedgwood (1765-1817) | Susannah Wedgwood (1765-1817) | Susannah Wedgwood (1765-1817) | Susannah Wedgwood (1765-1817) | Susannah Wedgwood (1765-1817) | Susannah Wedgwood (1765-1817) |  |  | John Wedgwood (1766-1844) | John Wedgwood (1766-1844) | John Wedgwood (1766-1844) | John Wedgwood (1766-1844) | John Wedgwood (1766-1844) | John Wedgwood (1766-1844) |  |  | Josiah Wedgwood II (1769-1834) | Josiah Wedgwood II (1769-1834) | Josiah Wedgwood II (1769-1834) | Josiah Wedgwood II (1769-1834) | Josiah Wedgwood II (1769-1834) | Josiah Wedgwood II (1769-1834) |                               |                               | Thomas Wedgwood (1771-1805)   | Thomas Wedgwood (1771-1805)   | Thomas Wedgwood (1771-1805)   | Thomas Wedgwood (1771-1805)   | Thomas Wedgwood (1771-1805) | Thomas Wedgwood (1771-1805) |  |  | Catherine Wedgwood (Kitty) (1774-1823) | Catherine Wedgwood (Kitty) (1774-1823) | Catherine Wedgwood (Kitty) (1774-1823) | Catherine Wedgwood (Kitty) (1774-1823) | Catherine Wedgwood (Kitty) (1774-1823) | Catherine Wedgwood (Kitty) (1774-1823) |                            |                            | Sarah Elizabeth Wedgwood (1778-1856) | Sarah Elizabeth Wedgwood (1778-1856) | Sarah Elizabeth Wedgwood (1778-1856) | Sarah Elizabeth Wedgwood (1778-1856) | Sarah Elizabeth Wedgwood (1778-1856) | Sarah Elizabeth Wedgwood (1778-1856) |  |  | Mary Anne Wedgwood (1778-1856) | Mary Anne Wedgwood (1778-1856) | Mary Anne Wedgwood (1778-1856) | Mary Anne Wedgwood (1778-1856) | Mary Anne Wedgwood (1778-1856) | Mary Anne Wedgwood (1778-1856) |  |  | Richard Wedgwood (1767-1768) | Richard Wedgwood (1767-1768) | Richard Wedgwood (1767-1768) | Richard Wedgwood (1767-1768) | Richard Wedgwood (1767-1768) | Richard Wedgwood (1767-1768) |

Josiah Wedgwood I, abuelo materno de Charles Darwin, contrajo matrimonio en 1764 con Sarah Wegdwood, abuela materna del mismo. De este matrimonio nacieron ocho hijos (cuatro varones y cuatro mujeres). Su primera hija fue Susannah Wedgwood, madre de Charles Darwin.

### Padres y hermanos
|                             |                             |                             |                             |                             |                             |  |  |                                   |                                   |                                   |                                   |                                   |                                   | Robert Waring Darwin (1766-1848) | Robert Waring Darwin (1766-1848) | Robert Waring Darwin (1766-1848)   | Robert Waring Darwin (1766-1848)   | Robert Waring Darwin (1766-1848)   | Robert Waring Darwin (1766-1848)   |                                    |                                    |  |  |                                  |                                  | Susannah Wedgwood (1765-1817)    | Susannah Wedgwood (1765-1817)    | Susannah Wedgwood (1765-1817)    | Susannah Wedgwood (1765-1817)    | Susannah Wedgwood (1765-1817) | Susannah Wedgwood (1765-1817) |                                   |                                   |                                   |                                   |                                   |                                   |  |  |                                            |                                            |                                            |                                            |                                            |                                            |
|                             |                             |                             |                             |                             |                             |  |  |                                   |                                   |                                   |                                   |                                   |                                   | Robert Waring Darwin (1766-1848) | Robert Waring Darwin (1766-1848) | Robert Waring Darwin (1766-1848)   | Robert Waring Darwin (1766-1848)   | Robert Waring Darwin (1766-1848)   | Robert Waring Darwin (1766-1848)   |                                    |                                    |  |  |                                  |                                  | Susannah Wedgwood (1765-1817)    | Susannah Wedgwood (1765-1817)    | Susannah Wedgwood (1765-1817)    | Susannah Wedgwood (1765-1817)    | Susannah Wedgwood (1765-1817) | Susannah Wedgwood (1765-1817) |                                   |                                   |                                   |                                   |                                   |                                   |  |  |                                            |                                            |                                            |                                            |                                            |                                            |
|                             |                             |                             |                             |                             |                             |  |  |                                   |                                   |                                   |                                   |                                   |                                   |                                  |                                  |                                    |                                    |                                    |                                    |                                    |                                    |  |  |                                  |                                  |                                  |                                  |                                  |                                  |                               |                               |                                   |                                   |                                   |                                   |                                   |                                   |  |  |                                            |                                            |                                            |                                            |                                            |                                            |
|                             |                             |                             |                             |                             |                             |  |  |                                   |                                   |                                   |                                   |                                   |                                   |                                  |                                  |                                    |                                    |                                    |                                    |                                    |                                    |  |  |                                  |                                  |                                  |                                  |                                  |                                  |                               |                               |                                   |                                   |                                   |                                   |                                   |                                   |  |  |                                            |                                            |                                            |                                            |                                            |                                            |
| Marianne Darwin (1798-1858) | Marianne Darwin (1798-1858) | Marianne Darwin (1798-1858) | Marianne Darwin (1798-1858) | Marianne Darwin (1798-1858) | Marianne Darwin (1798-1858) |  |  | Caroline Sarah Darwin (1800-1888) | Caroline Sarah Darwin (1800-1888) | Caroline Sarah Darwin (1800-1888) | Caroline Sarah Darwin (1800-1888) | Caroline Sarah Darwin (1800-1888) | Caroline Sarah Darwin (1800-1888) |                                  |                                  | Susan Elizabeth Darwin (1803-1866) | Susan Elizabeth Darwin (1803-1866) | Susan Elizabeth Darwin (1803-1866) | Susan Elizabeth Darwin (1803-1866) | Susan Elizabeth Darwin (1803-1866) | Susan Elizabeth Darwin (1803-1866) |  |  | Erasmus Alvey Darwin (1804-1881) | Erasmus Alvey Darwin (1804-1881) | Erasmus Alvey Darwin (1804-1881) | Erasmus Alvey Darwin (1804-1881) | Erasmus Alvey Darwin (1804-1881) | Erasmus Alvey Darwin (1804-1881) |                               |                               | Charles Robert Darwin (1809-1882) | Charles Robert Darwin (1809-1882) | Charles Robert Darwin (1809-1882) | Charles Robert Darwin (1809-1882) | Charles Robert Darwin (1809-1882) | Charles Robert Darwin (1809-1882) |  |  | Emily Catherine Darwin (Catty) (1810-1866) | Emily Catherine Darwin (Catty) (1810-1866) | Emily Catherine Darwin (Catty) (1810-1866) | Emily Catherine Darwin (Catty) (1810-1866) | Emily Catherine Darwin (Catty) (1810-1866) | Emily Catherine Darwin (Catty) (1810-1866) |

Robert Waring Darwin y Susannah Wedgwood se casaron en 1796 y tuvieron 6 hijos. El quinto de ellos fue Charles Robert Darwin.

## Los hijos de Darwin
El matrimonio Darwin tuvo diez hijos. Dos de ellos murieron en la infancia, y especialmente el fallecimiento de Anne Darwin con diez años dejó una huella indeleble en sus padres. Charles era un padre cariñoso y extraordinariamente atento con sus hijos. Cuando enfermaron siempre sospechó que la consanguinidad podía empeorar la tendencia genética a la enfermedad que él sufría desde su juventud. Estudió el tema en sus libros, contrastándolo con las ventajas asociadas al cruce entre muchos organismos.
La mayoría de los hijos de Darwin tuvo carreras distinguidas logradas, en parte, gracias al honor de ostentar su ilustre apellido. George, Francis y Horace se convirtieron con el tiempo en miembros de la Royal Society, distinguidos así por sus trayectorias en astronomía, botánica e ingeniería, respectivamente. Su hijo Leonard, por otra parte, fue sucesivamente soldado, político, economista y estudioso de la eugenesia, además de maestro del estadístico y biólogo evolutivo Ronald Fisher.

## La teoría de Darwin: comunidad de descendencia y selección natural
La explicación propuesta por Darwin del origen de las especies y del mecanismo de la selección natural, a la luz de los conocimientos científicos de la época, constituye un gran paso en la coherencia del conocimiento del mundo vivo y de las ideas sobre evolución presentes con anterioridad. Se trataba de una teoría compuesta por un amplio abanico de subteorías que ni conceptual ni históricamente fueron indisociables (véase el artículo dedicado a El origen de las especies para una revisión completa de todas ellas). Fundamentalmente, las dos grandes teorías defendidas en el Origen fueron, por un lado, la teoría del origen común o comunidad de descendencia, en la que se integran pruebas muy variadas en favor del hecho de la evolución, y, por otro, la teoría de la selección natural, que establece el mecanismo del cambio evolutivo. De este modo, Darwin pretendía resolver los dos grandes problemas de la historia natural: la unidad de tipo y las condiciones de existencia.

## Críticas a la teoría de la evolución y controversia

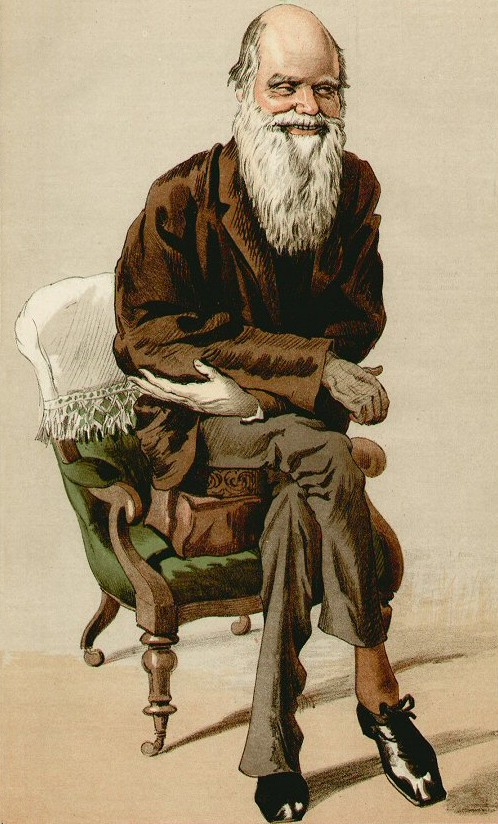
Caricatura de Darwin, publicada en la revista Vanity Fair en 1871.

Aunque menos controvertida que los Vestigios, la publicación de El origen de las especies atrajo un amplio interés internacional, provocando acalorados debates tanto en la comunidad científica como en la religiosa que se vieron reflejados en la prensa popular. En poco tiempo, el Origen se tradujo a varios idiomas, convirtiéndose en un texto científico fundamental cuya discusión implicó a multitud de sectores sociales, incluyendo a los «trabajadores» que acudían en masa a las lecciones magistrales de Huxley. A pesar de que su enfermedad le obligó a permanecer al margen de los debates públicos, Darwin estuvo siempre atento a todas las reacciones provocadas por su obra, como ilustra la activa correspondencia que mantuvo en aquellas fechas. En general, la aceptación de las tesis defendidas en el Origen atravesó dos etapas: una primera fase en la que, a lo largo de la segunda mitad del siglo XIX, el mundo victoriano comenzó a aceptar progresivamente la teoría de la evolución y una segunda, avanzado ya el siglo XX, en la que el redescubrimiento de la herencia mendeliana posibilitó la aceptación de la teoría de la selección natural.
En el ámbito popular, la reacción más recurrente, reflejada en las sátiras y caricaturas publicadas en los periódicos y revistas de la época, afectó a las consecuencias de la teoría de la evolución para la posición de la especie humana en la jerarquía animal. A pesar de que Darwin solo había afirmado que su teoría arrojaría nueva luz sobre la cuestión del origen del hombre, la primera reseña del Origen lo acusó de hacer un credo de la idea, en realidad sostenida en los Vestigios, según la cual el hombre procedía del mono. El vínculo genealógico entre el hombre y otros primates enfrentó también a la comunidad científica. Huxley, defensor de la evolución, y Richard Owen, cuyas objeciones a las tesis del Origen habían aglutinado a gran parte de los críticos de Darwin, mantuvieron un intenso debate durante dos años en torno a las similitudes y diferencias anatómicas entre los cerebros de humanos y primates. La campaña de Huxley tuvo un éxito devastador en el derrocamiento de Owen y la «vieja guardia».
En relación con la publicación del Origen de las especies, gran parte de la comunidad cristiana hasta hoy en día rechaza la teoría darwiniana de la evolución, ya que la considera incompatible con el relato de la creación narrado en la Biblia, en el Libro de Génesis. No obstante, también surgieron ramas y denominaciones más liberales que la han incorporado a sus creencias. La reacción de la Iglesia de Inglaterra, por ejemplo, no fue unívoca. Los antiguos profesores de Darwin en Cambridge, Adam Sedgwick y John Stevens Henslow descartaron su teoría rotundamente. Sedgwick, en su momento, incluso llegó a declarar que la aceptación del público general del libro podría traer consigo «una brutalización de la raza humana, como nunca antes se haya visto». Contrariamente, algunos teólogos liberales como Charles Kingsley interpretaron la selección natural como un instrumento del diseño divino, En 1860, siete teólogos anglicanos publicaron la obra Essays and Reviews, en la que Baden Powell elogiaba la obra de Darwin por «apoyar el gran principio de los poderes autoevolutivos de la naturaleza». Asa Gray mantuvo largas discusiones teológicas con Darwin, quien importó y distribuyó su obra en defensa de la evolución teísta, titulada La selección natural no es inconsistente con la teología natural. Ese mismo año tuvo lugar en Oxford el célebre debate en torno a la evolución, durante un encuentro de la Asociación Británica para el Avance de la Ciencia. En él se enfrentaron filósofos, teólogos y científicos a favor y en contra de la teoría de Darwin. El obispo de Oxford, Samuel Wilberforce, aunque favorable a la evolución, se mostró contrario a la explicación darwinista de la transmutación de las especies. Entre los defensores de Darwin se encontraban Joseph Hooker y Thomas Huxley, llamado desde entonces el «bulldog de Darwin» por su feroz apoyo al darwinismo.
Los amigos más cercanos de Darwin, Gray, Hooker, Huxley y Lyell, continuaron expresando ciertas reservas, pero le ofrecieron su apoyo, al igual que otros muchos naturalistas, especialmente los más jóvenes. Gray y Lyell buscaron la reconciliación de la evolución con la fe, mientras que Huxley planteó un enfrentamiento radical entre religión y ciencia, luchando contra la autoridad del clero en la educación y el control de la ciencia por parte de los clérigos y los aristócratas amateurs, encabezados por Owen, en defensa de una nueva generación de científicos profesionales. El 3 de noviembre de 1864, día en que la Royal Society concedía a Darwin la medalla Copley, Huxley organizó el primer encuentro del más tarde influyente Club X, dedicado a «la ciencia, pura y libre, liberada de dogmas religiosos».

Caricatura de Darwin en la revista Hornet donde él es representado con características propias de un primate, a manera de burla por su teoría evolutiva.

Entre las críticas científicas, uno de los escollos fundamentales para la aceptación de la evolución afectó a la edad de la Tierra, que según los cálculos de lord Kelvin era demasiado breve como para posibilitar la evolución gradual defendida en el Origen. Más tarde, la cuestión sería explicada con una teoría en relación con el descubrimiento de la radiactividad y su aplicación al fechado de la edad de la Tierra.
El gradualismo defendido por Darwin en el Origen fue otra de las grandes fuentes de controversia, como Huxley le señaló en su célebre advertencia: «Se ha cargado usted a sí mismo con una dificultad innecesaria al adoptar el Natura non facit saltum de manera tan incondicional». Las objeciones al gradualismo se concentraron en dos cuestiones fundamentales: desde la paleontología, se señaló la ausencia de formas intermedias en el registro fósil, mientras que otros autores como Lyell y George Jackson Mivart insistieron en las dificultades asociadas a la evolución gradual de órganos complejos, arguyendo la inviabilidad de las etapas incipientes de estructuras que solo al haber alcanzado un alto grado de complejidad podrían resultar útiles.
La aceptación de la teoría de la selección natural en otros círculos tomó mucho más tiempo. A pesar del reconocimiento de la evolución por diversos académicos, gran parte de la comunidad científica se resistió a aceptarla porque era un mecanismo de cambio no teleológico; y muchos continuaron defendiendo teorías alternativas como el lamarquismo, la ortogénesis o diversas formas de vitalismo, etc, como ilustran las objeciones de Eduard von Hartmann y Henri Milne-Edwards. Otros autores señalaron las inconsistencias lógicas internas a la propia teoría de la selección natural y derivadas del mecanismo hereditario postulado por Darwin. Si bien el Origen de las especies no se comprometió con ninguna teoría de la herencia, Darwin defendió la pangénesis o herencia por mezcla, la teoría más en boga en su época. A pesar de que ya en 1865 el monje Gregor Mendel había publicado sus estudios sobre las leyes de la herencia, su trabajo permaneció desconocido hasta el siglo XX. Ocho años después de la aparición de El origen, Fleeming Jenkin y después Ronald Fisher señalaron la incompatibilidad entre el mecanismo de la selección natural y la pangénesis. Razonando desde la matemática estadística, Jenkin mostró la alta improbabilidad de que la variación, la selección y la transmisión de nuevas características pudiesen superar el efecto conservador de la herencia por mezcla, que hacía más probable que la descendencia se aproximase a la distribución media de la característica en la población que a sus progenitores, reduciendo la variación. En los años 1930 se presentó la tesis de la síntesis evolutiva moderna, la cual representa la visión actual mayoritaria sobre la evolución; esta integra la teoría de la evolución por selección natural, la herencia mendeliana, la mutación genética aleatoria como fuente de variación y los modelos matemáticos de la genética de poblaciones.
Por otra parte, otros puntos de fuertes críticas contra la teoría de Darwin y su descripción de la naturaleza humana incluyen la relación de la teoría darwiniana con la eugenesia, el desarrollo del darwinismo social y la tesis de «la supremacía del más fuerte» como argumento para los países neoimperialistas europeos de imponer poder político en África y América. Además, existen otras controversias sociales respecto a la posible postura machista o sexista en la tesis de Darwin.
En su libro El origen del hombre (1871), Darwin describe al sexo masculino con un cerebro «absolutamente más grande», con una «mente» y un «genio más inventivo», con una «eminencia» y un grado «superior» en comparación a la mujer:

El hombre es más valiente, combativo y enérgico que las mujeres, y tiene una genialidad más inventiva.
 Su cerebro es absolutamente más grande.
Charles Darwin, El origen del hombre (1871), Cap. XIX: «Hombre - Diferencias sexuales», página 557.

La distinción principal entre las facultades intelectuales de los dos sexos es mostrada por el logro del hombre en una eminencia superior, en todo lo que toma, de lo que la mujer puede —ya sea la exigencia de una profunda reflexión, razón o imaginación, o simplemente el uso de los sentidos y manos—. Si se hicieran dos listas sobre los hombres y mujeres más eminentes en la poesía, la pintura, la escultura, la música (inclusive tanto en composición como en interpretación), la historia, la ciencia y la filosofía, con media docena de nombres en cada materia, las dos listas no podrían ser comparadas. También podemos inferir, a partir de la ley de la desviación de los promedios, tan bien ilustrada por el Sr. Galton, en su obra sobre «Genio hereditario», que si los hombres son capaces de una determinante preeminencia sobre las mujeres en muchos temas, el promedio de la facultad mental en el hombre debe estar por encima de la de la mujer. [...]
'Así, el hombre ha llegado a ser finalmente superior a la mujer.
Charles Darwin, El origen del hombre (1871), Cap. XIX: Hombre - Diferencias sexuales. págs. 564-565

Se dice que dichos aspectos influyeron en la consolidación teórica de la eugenesia, ya que en el mismo libro, Darwin escribió:

A fin de que la mujer pueda llegar al mismo nivel que el hombre, ella debería, cuando sea casi adulta, ser entrenada con energía y perseverancia, y tener su razón e imaginación entrenada al punto más alto, y entonces ella probablemente transmitiría estas cualidades sobre todo a sus hijas adultas. Todas las mujeres, sin embargo, no podrían crecer de esta manera, a menos que durante muchas generaciones aquellas que destacaran en las virtudes más vigorosas se casaran, y produjeran descendencia en un mayor número que las demás mujeres.
Charles Darwin, El origen del hombre (1871), Capítulo XIX: «Hombre - Diferencias sexuales», pág. 565.

Otras críticas sobre la descripción darwiniana de la naturaleza humana, son señaladas por personajes como Hârun Yahya, entre otros que acusan los escritos darwinianos de tener múltiples tintes racistas que indudablemente sirvieron de inspiración para el darwinismo social, como el libro El origen del hombre, donde Darwin frecuentemente habló de «razas humanas», divididas en dos clases principales: 1) las «razas civilizadas», y 2) las «razas salvajes», entendidas estas últimas como los aborígenes australianos. Esto resalta cuando Darwin habla de la supuesta relación entre las facultades intelectuales y el tamaño del cerebro, y cita una clasificación craneométrica en la que se describe a los europeos con la mayor capacidad intelectual, mientras que describe a los asiáticos y aborígenes australianos con la menor capacidad:

La creencia de que existe en el hombre alguna estrecha relación entre el tamaño del cerebro y el desarrollo de las facultades intelectuales se apoya en la comparación de los cráneos de las razas salvajes y las razas civilizadas, de los pueblos antiguos y modernos, y por la analogía de toda la serie de vertebrados. El Dr. J. Barnard Davis ha demostrado por muchas medidas cuidadosas, que la capacidad interna media en el cráneo de los europeos es 92,3 pulgadas cúbicas, en los americanos es de 87,5 y en los asiáticos es de 87,1 y en los australianos es de sólo 81,9 pulgadas cúbicas. El profesor Broca ha encontrado que en el siglo XIX los cráneos de las tumbas en París eran mayores que las de las tumbas del siglo XII, en el periodo de 1484 a 1426, y que el aumento de tamaño, comprobados por mediciones, era exclusivamente en la parte frontal de la cráneo - la sede de las facultades intelectuales.
Charles Darwin, El origen del hombre (1871), Parte I, págs. 54-55

Así mismo, el autor dedica el capítulo 5 («Natural Selection as affecting Civilised Nations») a tratar la forma en la que él creía que la selección natural afectaba a lo que el llamaba las «naciones civilizadas», articulando los conceptos de «raza inferior» y «superior» a la vez que comenta lo que él consideraba como «obstáculos» importantes para el incremento numérico de «hombres de cualidades superiores»:

Existe en las sociedades civilizadas un obstáculo importante para el incremento numérico de los hombres de cualidades superiores, sobre cuya gravedad insisten Grey y Galton, a saber: que los pobres y holgazanes, degradados también a veces por los vicios se casan de ordinario a edad temprana, mientras que los jóvenes prudentes y económicos, adornados casi siempre de otras virtudes, lo hacen tarde a fin de reunir recursos con que sostenerse y sostener a sus hijos. [...] Resulta así que los holgazanes, los degradados y, con frecuencia, viciosos tienden a multiplicarse en una proporción más rápida que los próvidos y en general virtuosos [...] En la lucha perpetua por la existencia habría prevalecido la raza inferior, y menos favorecida sobre la superior, y no en virtud de sus buenas cualidades, sino de sus graves defectos.
Charles Darwin, El origen del hombre (1871), Parte 1, Cap. V, p. 186

En el mismo libro, escribió que en un futuro no muy distante, la exterminación de las «razas salvajes» del hombre generaría sin duda alguna un «estado más civilizado»:

En algún periodo del futuro, no muy distante, como en cuestión de siglos, es casi seguro que «las razas civilizadas del hombre exterminarán y reemplazarán a las razas salvajes en todo el mundo». Al mismo tiempo, los monos antropomorfos, tal como el profesor Schaaffhausen ha señalado, será sin duda exterminados. La ruptura entre el hombre y sus aliados más cercanos entonces será más amplia, porque «intervendrá en el hombre en un estado más civilizado», como podemos esperar, incluso que el de los caucásicos, y algunos monos tan inferiores como el mandril, en lugar de como ahora [pasa] entre el negro o el australiano y el gorila.
Charles Darwin, El origen del hombre (1871), Cap. VI, «En el lugar de nacimiento y la antigüedad del hombre»

Múltiples representantes del movimiento eugenésico y el darwinismo social a nivel político tomaron como bases teóricas dichas ideas darwinianas. De hecho, varios de los hijos de Darwin destacaron como líderes del movimiento, y Darwin llegó a escribir sobre eugenesia activa. En 1911, su hijo Leonard se hizo presidente de la Sociedad Eugenésica, y en el mismo año, se formó un grupo eugenésico en Cambridge, en el cual, figuraban tres de los hijos de Darwin: Horance, Francis y George. Así mismo, se dice que Adolf Hitler y Benito Mussolini fueron seriamente influenciados por las implicaciones teóricas y metodológicas en la teoría eugenésica darwiniana. De hecho, en general, múltiples críticos a menudo vinculan la teoría evolutiva y la ideología del darwinismo social con la posterior generación de racismo, la creación del nacionalismo, la propagación de la política neoimperialista y parte de los pilares ideológicos del fascismo y el nazismo, que derivó en consecuencias fatales cuando se le dio aplicación política a la idea de la «supremacía del más fuerte».
Durante la segunda mitad del siglo XX, el darwinismo siguió recibiendo un profundo rechazo por parte de grupos religiosos, conservadores, etc, especialmente, del sector del fundamentalismo cristiano en Estados Unidos, quienes se oponían a que la teoría de la evolución fuera enseñada en las escuelas.

## Pensamiento religioso

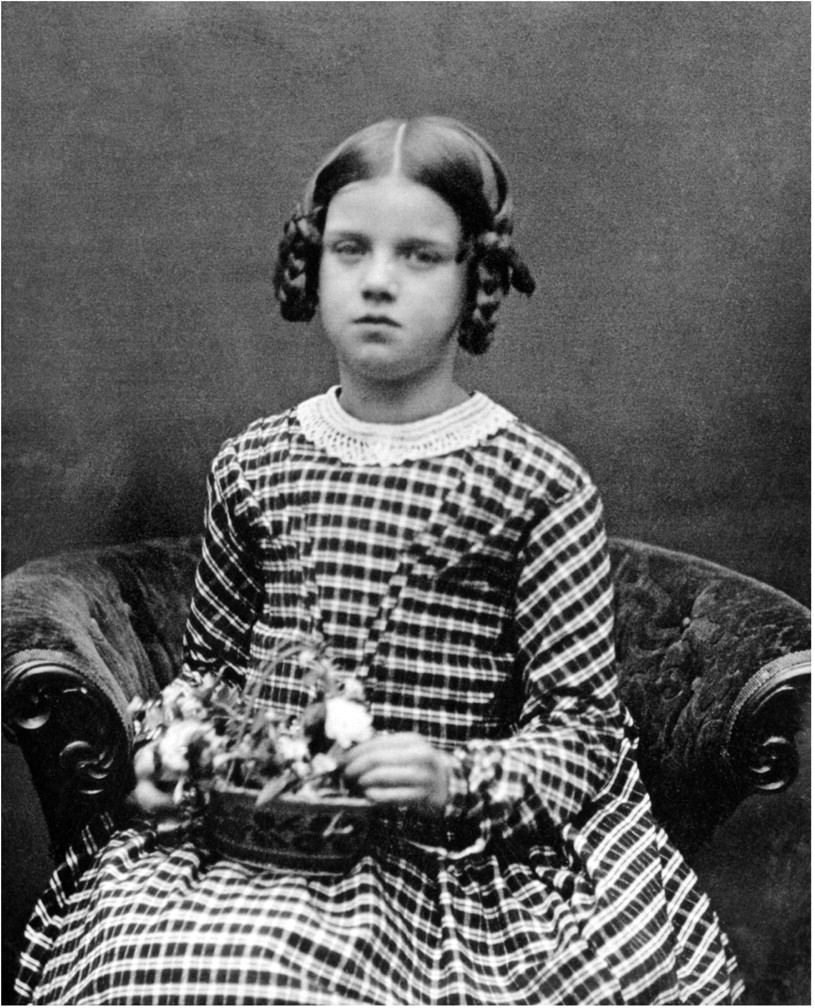
En 1851, Darwin quedó destrozado por la muerte de su hija Annie. Su fe quedó tan resentida que dejó de acudir a la iglesia.

La tradición religiosa de la familia Darwin fue un irregular unitarismo, ya que su padre y su abuelo eran librepensadores, y, al mismo tiempo, su bautismo y su formación religiosa fueron anglicanas. 
En su época de Cambridge, Darwin se planteó convertirse en un clérigo anglicano, sin albergar ninguna duda sobre la verdad literal de la Biblia. Sin embargo, su relación con John Herschel, así como con la teología natural de William Paley, le hicieron adoptar un pensamiento crítico que buscaba explicaciones más allá del milagro o la teleología de la creación divina. En el viaje a bordo del HMS Beagle, Darwin aún buscaba «centros de creación» que justificasen la distribución de las especies. Así, por ejemplo, al ver hormigas león completamente similares en su Gran Bretaña natal y en Australia habló de «dos momentos de creación distintos» para justificar hechos como este. Aún seguía siendo bastante ortodoxo y citaba regularmente la Biblia como una autoridad moral.
A su retorno, sin embargo, Darwin era mucho más crítico con el pensamiento creacionista, y se planteó por primera vez la posibilidad de que otras religiones, o incluso todas ellas, fuesen igualmente válidas. Los siguientes años, de intensa especulación en torno a cuestiones geológicas y a la transmutación de las especies, hicieron que se plantease muchas cuestiones relativas a la fe, y así lo discutía frecuentemente con Emma, su mujer, quien apoyaba su fe en un estudio y un cuestionamiento igualmente serios. La teodicea de Paley y la obra de Malthus abrían otro frente crítico al admitir el hambre o la extinción como efectos de una Creación que él suponía buena y perfecta. 
Aunque Darwin encontró convincente el argumento del relojero de Paley en su Natural Theology durante su juventud, más tarde con el desarrolló de su teoría de la evolución en su obra El origen de las especies (On the Origin of Species) de 1859 que ofrece una explicación alternativa del orden y complejidad biológica, como el ojo humano. En su Autobiografía, Darwin escribió que «el viejo argumento del diseño en la naturaleza, como lo presentó Paley, que antes me parecía tan concluyente, falla, ahora que la ley de la selección natural ha sido descubierta». Darwin admitió que estaba desconcertado sobre el problema del mal y del sufrimiento en la naturaleza, pero se inclinaba a creer que la naturaleza dependía de «inclinado a ver todo como resultado de leyes diseñadas, con los detalles, ya fuesen buenos o malos, dejados al trabajo de lo que podríamos llamar azar». El problema del mal extendido al sufrimiento de los animales también se le conoce como el problema darwiniano del mal.

Pero tengo la certeza de que no puedo ver, tan claramente como lo hacen los demás, y como deseo hacerlo, evidencia de diseño y beneficencia en todos los lados de nosotros. Me parece demasiada miseria en el mundo. No puedo convencerme a mí mismo de que un Dios benéfico y omnipotente hubiera creado a propósito a Ichneumonidae con la intención expresa de que se alimentaran dentro de los cuerpos vivos de las orugas, o que un gato debería jugar con los ratones. No creyendo esto, no veo ninguna necesidad en la creencia de que el ojo fue diseñado expresamente.

Para Darwin, la selección natural generaba de por sí esa «perfección», pero eliminaba la necesidad de un «diseño divino», al tiempo que comprometía el lugar de ese «Dios bondadoso» en la Creación, al observar cómo algunos organismos paralizaban a otros para convertirlos en comida viviente para sus crías. Sin embargo, consideraba la vida como un conjunto de organismos perfectamente adaptados, y en el Origen exponía algunos argumentos teológicos. Aunque por entonces consideraba la religión como un mecanismo estratégico de supervivencia, Darwin aún creía que, en último término, Dios era el «dador de vida». Elogió la afirmación de Asa Gray sobre «el gran servicio de Darwin a las Ciencias Naturales para devolverle la Teleología: de modo que, en lugar de Morfología versus Teleología, tendremos morfología unida a la teleología». En 1879, Darwin afirmó respecto a la relación entre la evolución biológica y la creencia en un Dios:

Me parece absurdo dudar de que un hombre pueda ser un ardiente teísta y un evolucionista... Nunca he sido ateo en el sentido de negar la existencia de un Dios.

Darwin continuó desarrollando un papel muy activo en las tareas de su parroquia, pero hacia 1849 comenzó a dedicar el tiempo que su familia pasaba en el templo a dar paseos en soledad. Aunque era reticente a manifestar su opinión sobre cuestiones religiosas, en 1873, Darwin respondió a un joven admirador neerlandés, Nicolaas Doedes, que "la imposibilidad de concebir que este universo grandioso y maravilloso, con nuestros seres conscientes, surgió por casualidad, me parece el principal argumento a favor de la existencia de Dios", pero también mostró sus dudas. "La conclusión más segura parece ser que todo el tema está más allá del alcance del intelecto del hombre; pero el hombre puede cumplir con su deber".
En 1879 afirmó que nunca se había considerado un ateo, y que el término agnóstico «sería una descripción más correcta de mi mentalidad». En 1881, Darwin repitió una visión agnóstica similar. En 1880, Darwin escribió una carta a su abogado Francis McDermott, en que se declaraba ateo o no creyente ni en la Biblia ni en la divinidad de Jesucristo.

Lamento tener que informarle que no creo en la Biblia como una revelación divina, y por lo tanto tampoco en Jesucristo como el hijo de Dios.

La Historia de Lady Hope, publicada en 1915, describía cómo Darwin había vuelto al cristianismo en su lecho de muerte, aunque despertó las protestas de sus hijos y fue posteriormente refutada por historiadores. Sus últimas palabras fueron para su familia, diciéndole a su mujer Emma: «No tengo miedo de la muerte. Recuerda qué buena esposa has sido para mí. Dile a mis hijos que recuerden lo buenos que han sido todos conmigo». Entonces, mientras se apagaba, le decía repetidamente a Henrietta y Francis «Casi ha merecido la pena estar enfermo para recibir vuestros cuidados».

## Interpretaciones no biológicas de la evolución

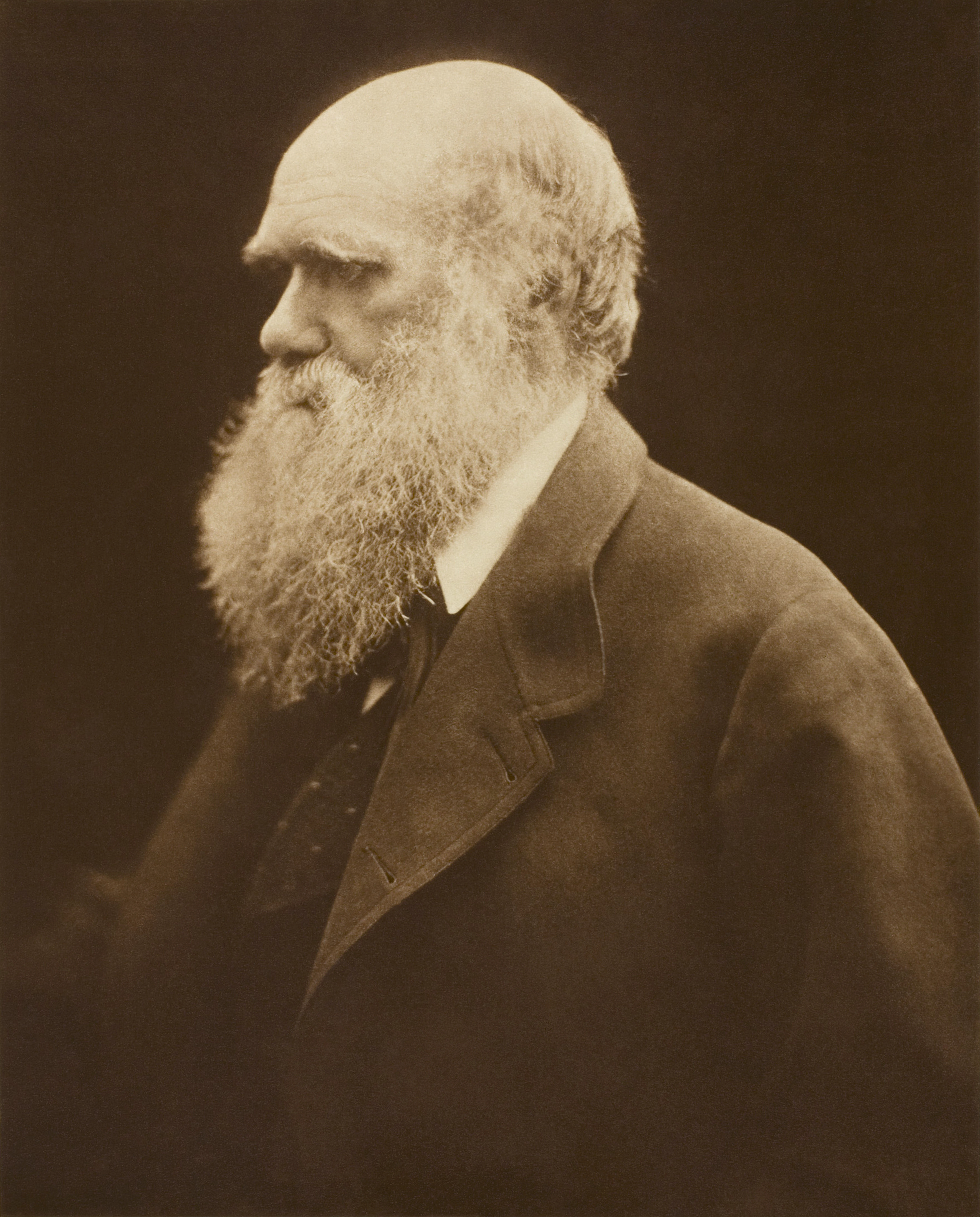
La teoría de Charles Darwin (fotogriado alrededor de 1868 por Julia Margaret Cameron) se relacionó con distintas ideologías que el autor solamente apoyó de manera parcial o que van en contra de sus propias posturas.

La teoría de Darwin tuvo inmediatas repercusiones éticas, morales y políticas, sirviendo de base para el desarrollo de la eugenesia y el darwinismo social. No obstante, la celebridad de Darwin ha hecho que su nombre sea asociado con ideologías que en algunas ocasiones defendió solo parcialmente, y otras están directamente enfrentadas con sus comentarios personales.

### Eugenesia
Darwin estaba interesado en los argumentos de su medio primo Francis Galton, expuestos por primera vez en 1865, que afirmaban que los análisis históricos de la heredabilidad mostraban que los rasgos mentales y morales podían ser hereditarios, y que los principios de la cría animal se podían aplicar también a humanos. En el Origen del hombre Darwin apunta que si se ayuda a los débiles a sobrevivir y procrear se podrían perder los beneficios de la selección natural, pero advirtió que negar tal ayuda podría poner en peligro el instinto de solidaridad, «la parte más noble de nuestra naturaleza», y que factores como la educación podrían ser más importantes. Cuando Galton sugirió que la publicación de estas investigaciones podría incentivar los matrimonios entre los miembros de la «casta» de «aquellos que han sido mejor dotados por la naturaleza», Darwin previó algunas dificultades prácticas y pensó que era el «único procedimiento factible, aunque me temo que utópico de mejorar la raza humana», prefiriendo que solamente se diera publicidad a la importancia de la herencia y se dejaran las decisiones a los individuos.
Tras la muerte de Darwin en 1883, Galton denominó eugenesia a la disciplina encargada de la mejora biológica de la especie humana, y desarrolló la biometría. Los movimientos eugenésicos ya estaban ampliamente extendidos cuando se redescubrió la genética mendeliana, y en algunos países, entre ellos Bélgica, Brasil, Canadá, Suecia y Estados Unidos, se impusieron leyes de esterilización obligatoria. La eugenesia nazi hizo perder crédito a la idea.

### Darwinismo social
La utilización de leyes naturales como justificación de opciones morales o sociales está en el centro del problema ético de pasar del ser al deber ser. Así, cuando Thomas Malthus sostenía que el crecimiento de la población por encima de los recursos fue dispuesta por Dios para que los hombres trabajaran de forma productiva y se refrenaran a la hora de formar familias, su argumento fue utilizado en la década de 1830 para justificar las workhouses (asilos de pobres) y la economía basada en el laissez-faire. Del mismo modo, algunos autores vieron implicaciones sociales en la teoría de la evolución, y Herbert Spencer en su obra La estática social, escrito en 1851, basaba sus ideas de libertad humana y derechos individuales en la teoría evolutiva de Lamarck.
La teoría de la evolución de Darwin se convirtió en una forma de justificación de las diferencias sociales y raciales. Aunque Darwin había dicho que era «absurdo hablar de que un animal fuera superior a otro», y concebía la evolución como carente de finalidad, poco después de la publicación del Origen en 1859 los críticos se mofaban de su descripción de la lucha por la existencia como una justificación maltusiana del capitalismo industrial inglés de la época. El término darwinismo fue usado en las ideas evolutivas de otros, entre ellos la aplicación del principio de «supervivencia del más adaptado» por Spencer en el progreso del libre mercado, y las ideas racistas de Ernst Haeckel del desarrollo humano. Darwin no compartía las ideas racistas, comunes en su época. Era un firme detractor de la esclavitud, la «clasificación de las llamadas razas del hombre como especies distintas» y los abusos contra los pueblos nativos.
Algunos autores han empleado la selección natural como argumento para varias ideologías, a menudo contradictorias, como el capitalismo radical, el racismo, el belicismo, el colonialismo y el neoimperialismo. Al mismo tiempo, el enfoque holístico de la naturaleza sostenido por Darwin y que incluía la «dependencia de unos seres con otros» sirvió de fundamento a ideologías diametralmente opuestas: el pacifismo, el socialismo, el progresismo y el anarquismo, como en el caso del Príncipe Kropotkin, enfatizaron el valor de la cooperación sobre la lucha entre las especies. El mismo Darwin insistió en que la política social simplemente no podía guiarse por los conceptos de lucha por la supervivencia y selección natural.
El término darwinismo social, acuñado por Herbert Spencer, no era muy frecuente en la última década del siglo XIX, pero se popularizó como una expresión despectiva en los años 1940 cuando fue empleado por William Graham Sumner, oponiéndose al reformismo y al socialismo. Desde entonces el término se utiliza para referirse peyorativamente a los que defienden las consecuencias morales de la evolución.

## Homenajes a Darwin

### Eponimia
Unas 250 especies y varios grupos superiores llevan el nombre de Darwin; la mayoría son insectos.
- Darwinilus, un escarabajo errante
- Darwinius, un primate extinto
- Darwinopterus, un género de pterosaurio
- Darwinula, un género de camarones de semillas
- Darwinivelia, un género de pisadores de agua
- Darwinysius, un insecto de las semillas
- Darwinomya, un género de moscas
- Darwinella, un género de esponjas
- darwinsaurus, un dinosaurio
- Darwinhydrus, un escarabajo buceador
- darwini (múltiples especies)
- darwinii (múltiples especies)
- Ingerana charlesdarwini, una rana

Especies botánicas (105 + 11 + 5 registros IPNI)
- (Asteraceae) Acmella darwinii (D.M.Porter) R.K.Jansen[181]
- (Cactaceae) Maihueniopsis darwinii (Hensl.) F.Ritter[182]
- (Coleóptera) Orunipus darwini Bréthes[183]
- (Clusiaceae) Garcinia darwiniana Kesh.Murthy, Yogan. & K.V.Nair[184]
- (Lycopodiaceae) Phlegmariurus darwinianus (Herter ex Nessel) B.Øllg.[185]
- (Orchidaceae) Catasetum darwinianum Rolfe[186]

Astronomía
- Cráter Darwin en la Luna
- Cráter Darwin en Marte
- (1991) Darwin, asteroide del cinturón principal.

Geografía
- Isla Darwin en Galápagos, Ecuador.
- Cráter Darwin en Tasmania, Australia.
- Monte Darwin y Cordillera de Darwin en Tierra del Fuego, Chile.

Series
- Darwin Watterson, personaje ficticio de la serie de Cartoon Network, The Amazing World of Gumball